# BMW E30

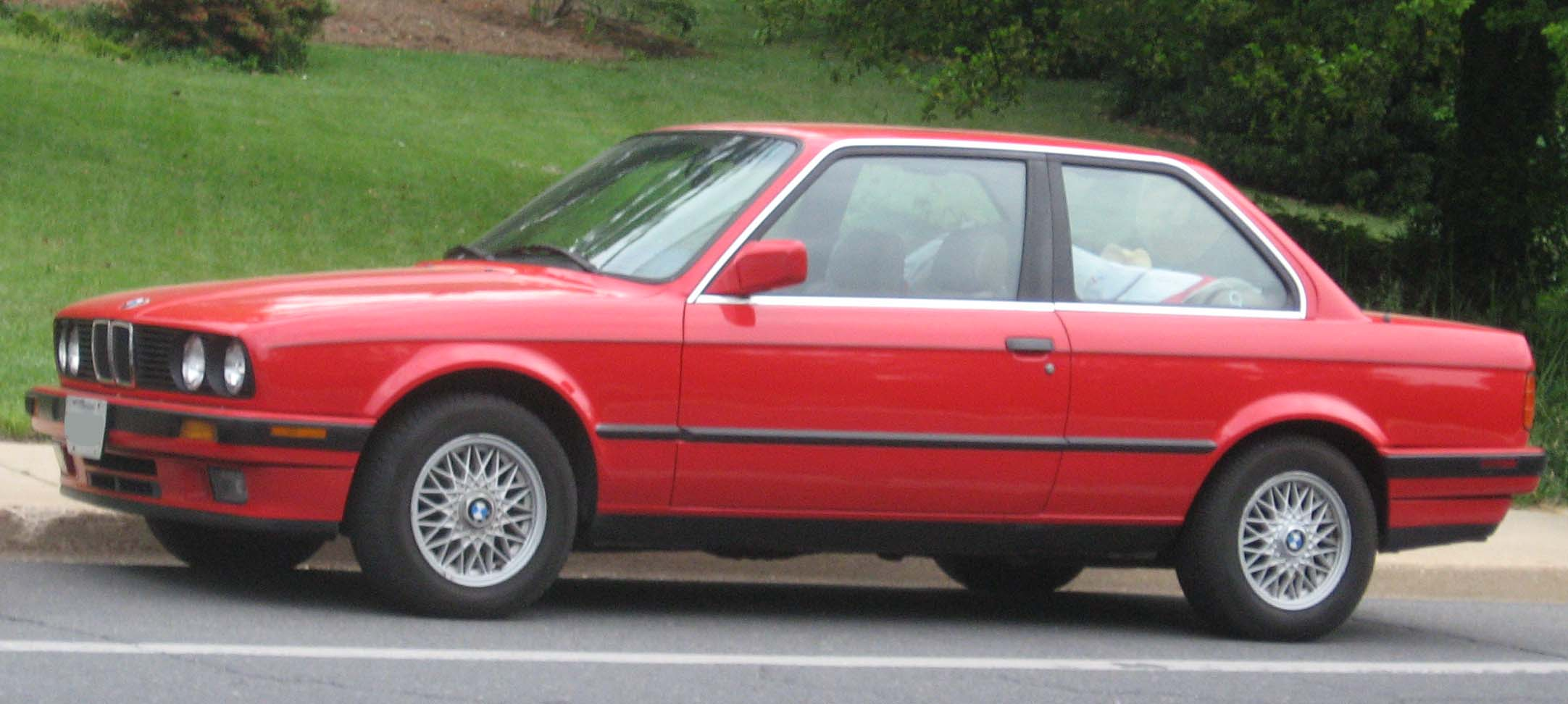
BMW E30 2 puertas.

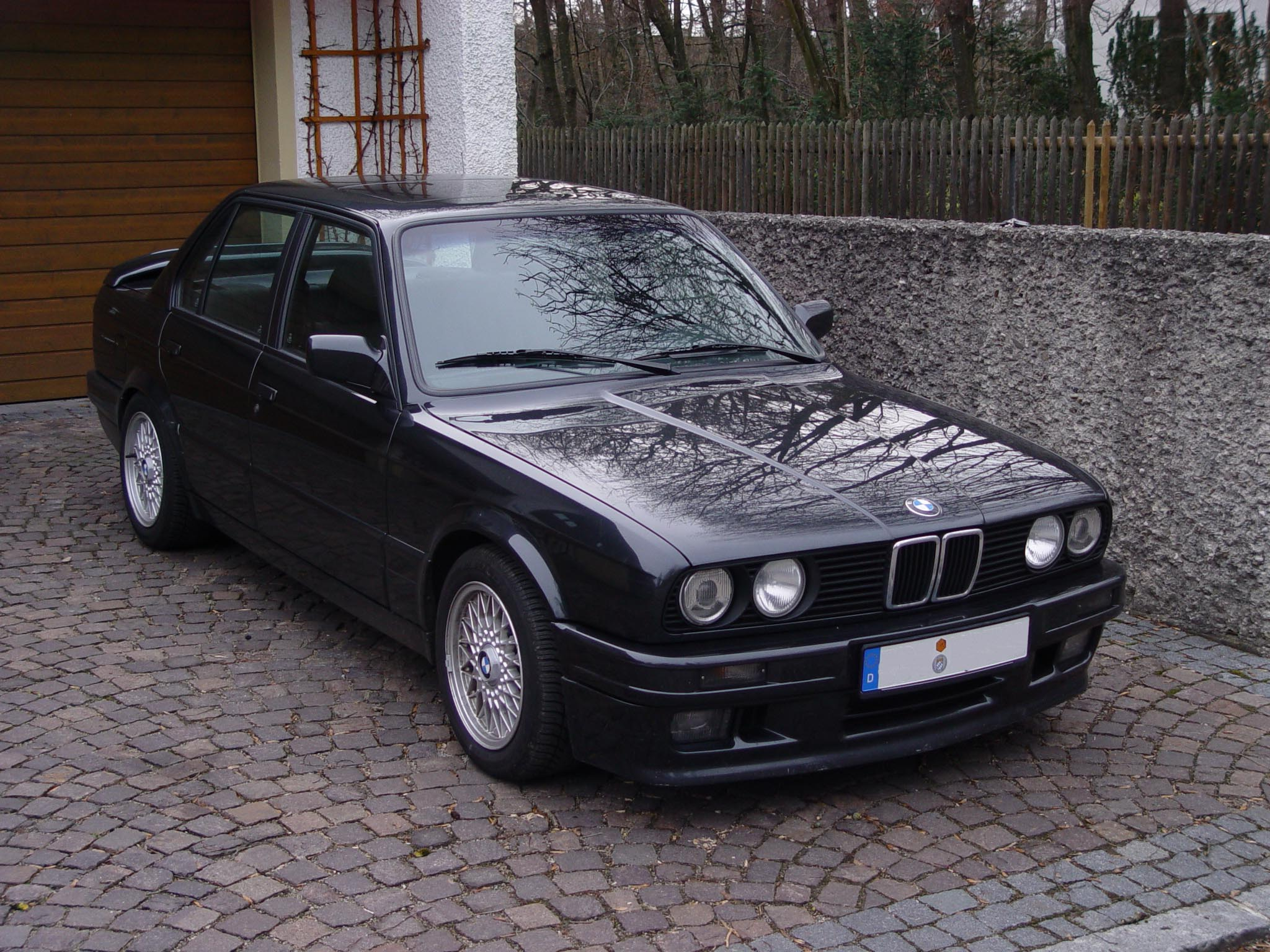
BMW E30 4 puertas con kit M Technic-Sportpaket

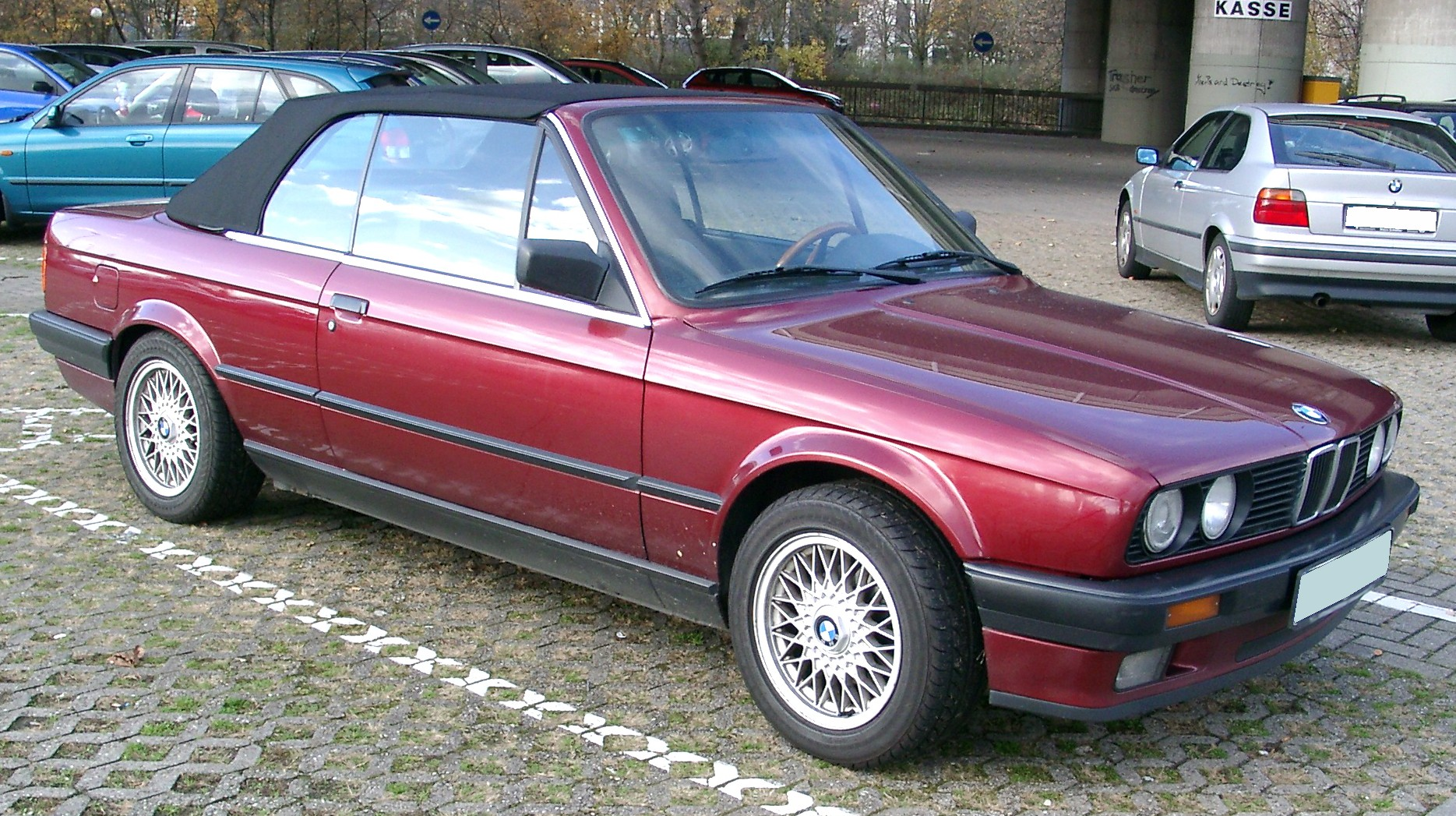
BMW E30 Cabriolet

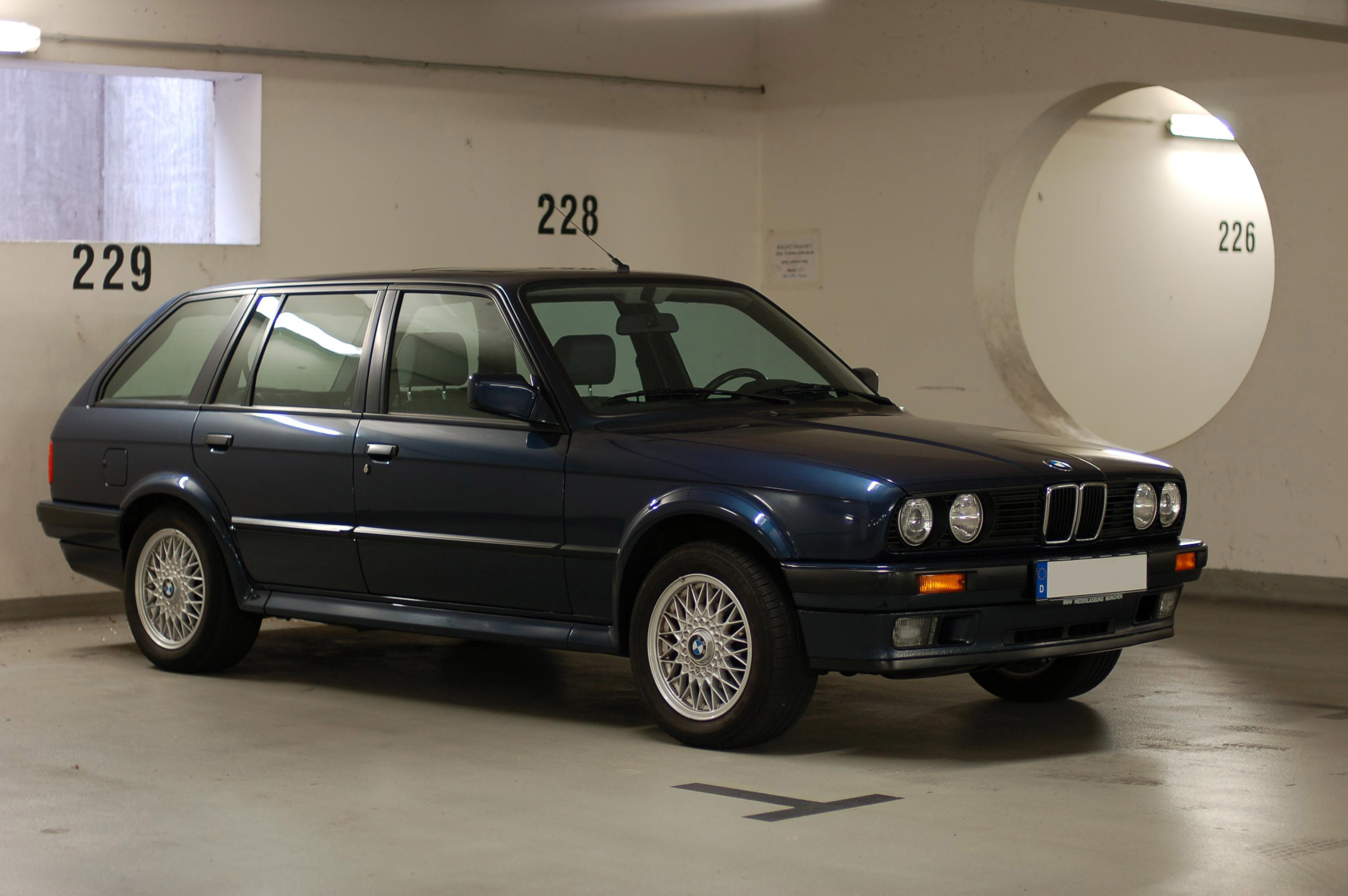
BMW E30 325iX Touring.

El serie 3 E30 de BMW comenzó a producirse tras el BMW E21 1982, y terminó su fabricación el año 1992, aunque los cabrios se siguieron fabricando hasta 1994. Fue el último BMW Serie 3 que llevó los faros independientes, su sucesor el BMW E36 tenía un cristal protegiéndolos. Este modelo protagonizó el despegue de ventas de BMW, siendo la primera serie de gran venta de la marca. El M3 puede tener 3 motores diferentes: el 2.0, el 2.3 y el 2.5.
Este vehículo se ha vuelto un icono para la marca dejándolo así como el primer M3. Posee una gran línea estética moderna para su época y potentes motores entre las diferentes versiones añadiendo así las Diesel.

## Historia
Con líneas limpias y marcadas y un manejo deportivo los E30 fueron introducidos en octubre del año 1982 como modelo para sustituir el chasis E21. 
La estilización de los E30 ofreció ventajas aerodinámicas sobre el E21. La parrilla era ahora menos radical y angulosa y los focos iban empotrados en ella. Existieron dos variantes , conocidas como pre-reestiling hasta 1987, y post-reestling hasta fin de producción .
El primer E30, un 318i, se fabricó en noviembre del 1982 y apareció en el mercado a principios de 1983 con una tracción trasera. Fue una berlina de dos puertas, junto al cual aparecieron los modelos 316 carburación y los 320i y 323i con 6 cilindros, seguidos en otoño por una versión de cuatro puertas, que los hizo más prácticos. Costaba 18.210 $ más del doble del precio de un 320i de 1977.
El motor del primer E30 318i constaba de un árbol de levas en cabeza de 1,8 litros, 8 válvulas y 4 cilindros, de la inyección se ocupaba una centralita L-Jetronic de Bosch con la que lograba cumplir las regulaciones de emisiones europeas sin necesidad de añadir un catalizador. Tenía una potencia máxima de 105 CV (77 kW) y el par máximo de 145 Nm. Había una opción de cambio manual de cinco velocidades y automáticos de tres velocidades. La suspensión era independiente en los 2 ejes, con frenos de disco macizos en las ruedas delanteras, y tambor en las traseras. 
Los primeros modelos de E30 también contaron con motorizaciones 2.0 en el 320i y 2.3 en el 323i, ambos con el motor M20 de 6 cilindros y 12 válvulas, alimentado por la inyección L-jetronic de Bosch, que permitía rendir 125cv y 139cv respectivamente en un principio, y un poco después, 129cv y 150 cv respectivamente. 
En 1983 en Stuttgart comienza el diseño del cabrio y en septiembre de 1984 se lanza el 318i con catalizador. En 1985 después del 318i 4 puertas aparecieron el 320i sedan y el 324d siendo la primera vez que un diésel se presentaba como serie 3 . El motor era de seis cilindros con 86 CV (64kW). También se presentaron los 325i, 325e, 325ix y 325ic descapotable y empieza la exportación de los modelos con motor ETA a EE. UU. y Japón, el 325i substituyó al 323i y tenía 170 CV (126kW). El 325ix tenía tracción a las cuatro ruedas y el 325ic descapotable era el primer descapotable fabricado íntegramente por BMW. Existió una versión ECE sin catalizador, solo del 320i post", hasta fin de producción .
Este mismo año 1985 se presenta el modelo familiar o touring creado a mano de forma artesanal por un empleado de la fábrica a partir de la carrocería berlina. 
En septiembre de 1987 todos los modelos recibieron un restyling, el spoiler delantero fue cambiado y los parachoques de materiales plásticos substituyeron a los metálicos cromados. Las luces traseras se hicieron más grandes y con un diseño más moderno y los focos delanteros fueron cambiados por unas con lente convergente con técnica elipsoidal para cumplir las normas europeas.
El 318i recibió nuevo motor M40 de 4 cilindros. En 1988 el 316i recibía el motor M40 con 100 CV (75kW). Y se presenta el 324td con motor 2400 cc diésel, seis cilindros turbo alimentado y 115 CV (86 kW).
En 1989 nacieron los 318is y el 320is. El mismo motor 320i también fue introducido en la versión descapotable.
Los rasgos estándar en estos is eran: aire acondicionado, antena automática, radiocasete Eurovox, dirección asistida, la pintura metalizada, a partir de 1989 el cierre centralizado, el volante deportivo de cuero, la suspensión deportiva rebajada en 2 cm y spoilers delanteros y traseros.
En 1989 la dirección asistida, el volante deportivo de cuero, el aire acondicionado, y una radiocasete Eurovox fueron añadidos a la lista de rasgos estándar.
El primero de la saga de superdeportivos M3 , se construyó a partir de la carrocería E30 .

## Producción

### Europa
| Motores de gasolina            | Motores de gasolina                               | Motores de gasolina                               | Motores de gasolina                               | Motores de gasolina                               | Motores de gasolina                               | Motores de gasolina                               | Motores de gasolina                               | Motores de gasolina                               | Motores de gasolina    | Motores de gasolina                               | Motores de gasolina                               | Motores de gasolina                               | Motores de gasolina    | Motores de gasolina                               | Motores de gasolina                               | Motores de gasolina                               | Motores de gasolina                               | Motores de gasolina                               | Motores de gasolina                               | Motores de gasolina                               | Motores de gasolina    | Motores de gasolina    | Motores de gasolina    | Motores de gasolina    |
|                                | 316s                                              | 316                                               | 316i                                              | 316i                                              | 316i                                              | 318i                                              | 318i                                              | 318i                                              | 318is                  | 320i                                              | 320i                                              | 320i                                              | 320is                  | 323i                                              | 323i                                              | 325i                                              | 325i                                              | 325e                                              | 325e                                              | 333i                                              | M3                     | M3 EVO                 | M3 EVO 2               | M3 Sport EVO           |
| ------------------------------ | ------------------------------------------------- | ------------------------------------------------- | ------------------------------------------------- | ------------------------------------------------- | ------------------------------------------------- | ------------------------------------------------- | ------------------------------------------------- | ------------------------------------------------- | ---------------------- | ------------------------------------------------- | ------------------------------------------------- | ------------------------------------------------- | ---------------------- | ------------------------------------------------- | ------------------------------------------------- | ------------------------------------------------- | ------------------------------------------------- | ------------------------------------------------- | ------------------------------------------------- | ------------------------------------------------- | ---------------------- | ---------------------- | ---------------------- | ---------------------- |
| Periodo                        | 1982-1987                                         | 1982-1988                                         | 1987-1988                                         | 1988-1994                                         | 1988-1994                                         | 1983-1986                                         | 1984-1987                                         | 1987-1994                                         | 1989-1991              | 1982-1985                                         | 1986-1987                                         | 1986-1992                                         | 1986-1990              | 1983                                              | 1983-1985                                         | 1985-1986                                         | 1986-1992                                         | 1985-1986                                         | 1986-1987                                         | 1985-1987                                         | 1986-1989              | 1989-1991              | 1988                   | 1990                   |
| Carrocerías                    | Berlina                                           | Berlina                                           | Berlina                                           | Berlina, Touring                                  | Berlina, Touring                                  | Berlina, Touring                                  | Berlina, Touring                                  | Berlina, Touring, Cabrio                          | Berlina                | Berlina, Cabrio                                   | Berlina, Touring, Cabrio                          | Berlina, Touring, Cabrio                          | Berlina                | Berlina                                           | Berlina                                           | Berlina, Cabrio                                   | Berlina, Touring, Cabrio                          | Berlina                                           | Berlina                                           | Berlina                                           | Berlina, Cabrio        | Berlina, Cabrio        | Berlina                | Berlina                |
| Identificación del motor       | M10 B16                                           | M10 B18                                           | M10 B18                                           | M40 B16                                           | M40 B16                                           | M10 B18                                           | M10 B18                                           | M40 B18                                           | M42 B18                | M20 B20                                           | M20 B20                                           | M20 B20                                           | S14 B20                | M20 B23                                           | M20 B23                                           | M20 B25                                           | M20 B25                                           | M20 B27                                           | M20 B27                                           | M30 B33                                           | S14 B23                | S14 B23                | S14 B23                | S14 B25                |
| Tipo de motor                  | L4 8v, carburación                                | L4 8v, carburación                                | L4 8v                                             | L4 8v, catalizador                                | L4 8v                                             | L4 8v                                             | L4 8v, catalizador                                | L4 8v, catalizador                                | L4 16v, catalizador    | L6 12v                                            | L6 12v                                            | L6 12v, catalizador                               | L4 16v                 | L6 12v                                            | L6 12v                                            | L6 12v                                            | L6 12v, catalizador                               | L6 12v, catalizador                               | L6 12v, catalizador                               | L6 12v                                            | L4 16v                 | L4 16v, catalizador    | L4 16v                 | L4 16v                 |
| Diámetro x carrera             | 84.0 mm × 71.0 mm                                 | 89.0 mm × 71.0 mm                                 | 89.0 mm × 71.0 mm                                 | 84.0 mm × 72.0 mm                                 | 84.0 mm × 72.0 mm                                 | 89.0 mm × 71.0 mm                                 | 89.0 mm × 71.0 mm                                 | 84.0 mm × 81.0 mm                                 | 84.0 mm × 81.0 mm      | 80.0 mm × 66.0 mm                                 | 80.0 mm × 66.0 mm                                 | 80.0 mm × 66.0 mm                                 | 93.4 mm × 72.6 mm      | 80.0 mm × 76.8 mm                                 | 80.0 mm × 76.8 mm                                 | 84.0 mm × 75.0 mm                                 | 84.0 mm × 75.0 mm                                 | 84.0 mm × 81.0 mm                                 | 84.0 mm × 81.0 mm                                 | 89.0 mm × 86.0 mm                                 | 93.4 mm × 84.0 mm      | 93.4 mm × 84.0 mm      | 93.4 mm × 84.0 mm      | 95.0 mm × 87.0 mm      |
| Cilindrada                     | 1573 cm³                                          | 1766 cm³                                          | 1766 cm³                                          | 1596 cm³                                          | 1596 cm³                                          | 1766 cm³                                          | 1766 cm³                                          | 1795 cm³                                          | 1795 cm³               | 1990 cm³                                          | 1990 cm³                                          | 1990 cm³                                          | 1990 cm³               | 2316 cm³                                          | 2316 cm³                                          | 2494 cm³                                          | 2494 cm³                                          | 2693 cm³                                          | 2693 cm³                                          | 3210 cm³                                          | 2302 cm³               | 2302 cm³               | 2302 cm³               | 2453 cm³               |
| Relación de compresión         | 8.3: 1                                            | 9.5: 1                                            | 8.2: 1                                            | 9.0: 1                                            | 9.0: 1                                            | 10.0: 1                                           | 10.0: 1                                           | 8.8: 1                                            | 10.0: 1                | 9.8: 1                                            | 9.8: 1                                            | 8.8: 1                                            | 10.8: 1                | 9.8: 1                                            | 9.8: 1                                            | 9.7: 1                                            | 8.8: 1                                            | 9.0: 1                                            | 8.5: 1                                            | 10.0: 1                                           | 10.5: 1                | 10.5: 1                | 11.0: 1                | 10.2: 1                |
| Potencia máxima: CV (kW) @ rpm | 75 CV (55 kW) @ 5800                              | 90 CV (66 kW) @ 5500                              | 102 CV (75 kW) @ 5800                             | 100 CV (73 kW) @ 5500                             | 102 CV (75 kW) @ 5500                             | 105 CV (77 kW) @ 5800                             | 102 CV (75 kW) @ 5800                             | 113 CV (83 kW) @ 5500                             | 136 CV (100 kW) @ 6000 | 125 CV (92 kW) @ 5800                             | 129 CV (95 kW) @ 6000                             | 129 CV (95 kW) @ 6000                             | 192 CV (141 kW) @ 6900 | 139 CV (102 kW) @ 5300                            | 150 CV (110 kW) @ 5300                            | 171 CV (126 kW) @ 5800                            | 170 CV (125 kW) @ 5800                            | 122 CV (90 kW) @ 4250                             | 129 CV (95 kW) @ 4800                             | 197 CV (145 kW) @ 5000                            | 200 CV (147 kW) @ 6750 | 215 CV (158 kW) @ 6750 | 220 CV (162 kW) @ 6750 | 238 CV (175 kW) @ 7000 |
| Par máximo: Nm @ rpm           | 110 Nm @ 3200                                     | 140 Nm @ 4000                                     | 140 Nm @ 4500                                     | 141 Nm @ 4250                                     | 143 Nm @ 4250                                     | 145 Nm @ 4500                                     | 140 Nm @ 4500                                     | 162 Nm @ 4250                                     | 172 Nm @ 4600          | 170 Nm @ 4000                                     | 174 Nm @ 4000                                     | 164 Nm @ 4300                                     | 210 Nm @ 4800          | 205 Nm @ 4000                                     | 205 Nm @ 4000                                     | 226 Nm @ 4000                                     | 222 Nm @ 4300                                     | 230 Nm @ 3200                                     | 230 Nm @ 3250                                     | 285 Nm @ 4300                                     | 240 Nm @ 4750          | 240 Nm @ 4600          | 240 Nm @ 4750          | 240 Nm @ 4750          |
| Tracción                       | Trasera                                           | Trasera                                           | Trasera                                           | Trasera                                           | Trasera                                           | Trasera                                           | Trasera                                           | Trasera                                           | Trasera                | Trasera                                           | Trasera                                           | Trasera                                           | Trasera                | Trasera                                           | Trasera                                           | Trasera / Total (xDrive)                          | Trasera / Total (xDrive)                          | Trasera                                           | Trasera                                           | Trasera                                           | Trasera                | Trasera                | Trasera                | Trasera                |
| Transmisión                    | Manual, 4 velocidades / Automática, 3 velocidades | Manual, 4 velocidades / Automática, 3 velocidades | Manual, 4 velocidades / Automática, 3 velocidades | Manual, 4 velocidades / Automática, 3 velocidades | Manual, 4 velocidades / Automática, 3 velocidades | Manual, 5 velocidades / Automática, 4 velocidades | Manual, 5 velocidades / Automática, 4 velocidades | Manual, 5 velocidades / Automática, 4 velocidades | Manual, 5 velocidades  | Manual, 5 velocidades / Automática, 4 velocidades | Manual, 5 velocidades / Automática, 4 velocidades | Manual, 5 velocidades / Automática, 4 velocidades | Manual, 5 velocidades  | Manual, 5 velocidades / Automática, 4 velocidades | Manual, 5 velocidades / Automática, 4 velocidades | Manual, 5 velocidades / Automática, 4 velocidades | Manual, 5 velocidades / Automática, 4 velocidades | Manual, 5 velocidades / Automática, 4 velocidades | Manual, 5 velocidades / Automática, 4 velocidades | Manual, 5 velocidades / Automática, 4 velocidades | Manual, 5 velocidades  | Manual, 5 velocidades  | Manual, 5 velocidades  | Manual, 5 velocidades  |
| Peso                           | 990 kg                                            | 990 kg                                            | 1000 kg                                           | 1065 kg                                           | 1065 kg                                           | 1000 kg                                           | 1050 kg                                           | 1065 kg                                           | 1125 kg                | 1050 kg                                           | 1080 kg                                           | 1125 kg                                           | 1180 kg                | 1080 kg                                           | 1090 kg                                           | 1125 kg                                           | 1125 kg                                           | 1120 kg                                           | 1165 kg                                           | 1256 kg                                           | 1165 kg                | 1200 kg                | 1200 kg                | 1200 kg                |
| Aceleración 0–100 km/h         | -                                                 | 12.4 s                                            | 12.1 s                                            | 12.1 s                                            | 12.1 s                                            | 11.2 s                                            | 11.6 s                                            | 10.8 s                                            | 9.9 s                  | 10.4 s                                            | 10.2 s                                            | 10.6 s                                            | 7.9 s                  | 9.2 s                                             | 9.0 s                                             | 8.3 s                                             | 8.3 s                                             | 10.4 s                                            | 10.1 s                                            | 7.2 s                                             | 6.7 s                  | 6.7 s                  | 6.7 s                  | 6.5 s                  |
| Velocidad máxima               | 165 km/h                                          | 175 km/h                                          | 182 km/h                                          | 182 km/h                                          | 179 km/h                                          | 184 km/h                                          | 180 km/h                                          | 188 km/h                                          | 202 km/h               | 196 km/h                                          | 197 km/h                                          | 195 km/h                                          | 227 km/h               | 202 km/h                                          | 204 km/h                                          | 217 km/h                                          | 215 km/h                                          | 193 km/h                                          | 193 km/h                                          | 231 km/h                                          | 235 km/h               | 240 km/h               | 243 km/h               | 248 km/h               |
| Consumo combinado (L/100 km)   | -                                                 | 9.4                                               | 8.6                                               | 8.6                                               | 8.5                                               | 8.3                                               | 8.5                                               | 8.5                                               | 8.5                    | 8.7                                               | 8.9                                               | 9.9                                               | 10.1                   | 8.9                                               | 8.9                                               | 8.9                                               | 9.7                                               | 8.4                                               | 8.6                                               | -                                                 | 11.0                   | 11.4                   | 11.0                   | 11.3                   |

| Periodo                        | 1985-1991                                         | 1987-1991                                         |
| Carrocerías                    | Berlina                                           | Berlina, Touring                                  |
| Identificación del motor       | M21 D24                                           | M21 D24                                           |
| Tipo de motor                  | L6 12v                                            | L6 12v, turbo                                     |
| Diámetro x carrera             | 80.0 mm × 81.0 mm                                 | 80.0 mm × 81.0 mm                                 |
| Cilindrada                     | 2443 cm³                                          | 2443 cm³                                          |
| Relación de compresión         | 22.0: 1                                           | 22.0: 1                                           |
| Potencia máxima: CV (kW) @ rpm | 86 CV (63 kW) @ 4600                              | 115 CV (85 kW) @ 4800                             |
| Par máximo: Nm @ rpm           | 152 Nm @ 2500                                     | 220 Nm @ 2400                                     |
| Tracción                       | Trasera                                           | Trasera                                           |
| Transmisión                    | Manual, 5 velocidades / Automática, 4 velocidades | Manual, 5 velocidades / Automática, 4 velocidades |
| Peso                           | 1195 kg                                           | 1260 kg                                           |
| Aceleración 0–100 km/h         | 16.1 s                                            | 11.9 s                                            |
| Velocidad máxima               | 165 km/h                                          | 187 km/h                                          |
| Consumo combinado (L/100 km)   | 6.9                                               | 7.0                                               |

### Norteamérica
- 318i (M10 B18): 4 cilindros en línea, 1.8 litros, 8v, 105 CV, 77 kW, 145 Nm (1984 - 1985)

- 318iS (M42 B18): 4 cilindros en línea, 1.8 litros, 16v, 136 CV, 100 kW, 172 Nm (1991)

- 325e (M20 B27): 6 cilindros en línea, 2.7 litros, 12v, 129 CV, 95 kW, 230 Nm (1984 - 1991)

- 325es (M20 B27): 6 cilindros en línea, 2.7 litros, 12v, 121 CV, 90 kW, 226 Nm (1986 - 1991)

- 325i/iS (M20 B25): 6 cilindros en línea, 2.5 litros, 12v, 171 CV, 126 kW, 226 Nm (1987 - 1991)

- M3 (S14Z): 4 cilindros en línea, 2.3 litros, 16v, 195 CV, 143 kW, 230 Nm (1988 - 1991)

### Sudáfrica
- 325iS (M20 B27): 6 cilindros en línea, 2.7 litros, 12v, 197 CV, 125 kW, 222 Nm (1989 - 1991)

- 325iS (M20 B27): 6 cilindros en línea, 2.7 litros, 12v, 210 CV, 125 kW, 222 Nm (1991 - 1992)

- 333i (M30 B33): 6 cilindros en línea, 3.2 litros, 12v, 197 CV, 145 kW, 285 Nm (1984 - 1991)

Totales de producción del E30.
| 1982  | 15.580    |
| 1983  | 218.201   |
| 1984  | 285.134   |
| 1985  | 297.886   |
| 1986  | 329.460   |
| 1987  | 316.075   |
| 1988  | 269.074   |
| 1989  | 257.307   |
| 1990  | 246,818   |
| 1991  | 56,363    |
| 1992  | 26,913    |
| 1993  | 18,440    |
| 1994  | 1,997     |
| Total | 2.235.535 |

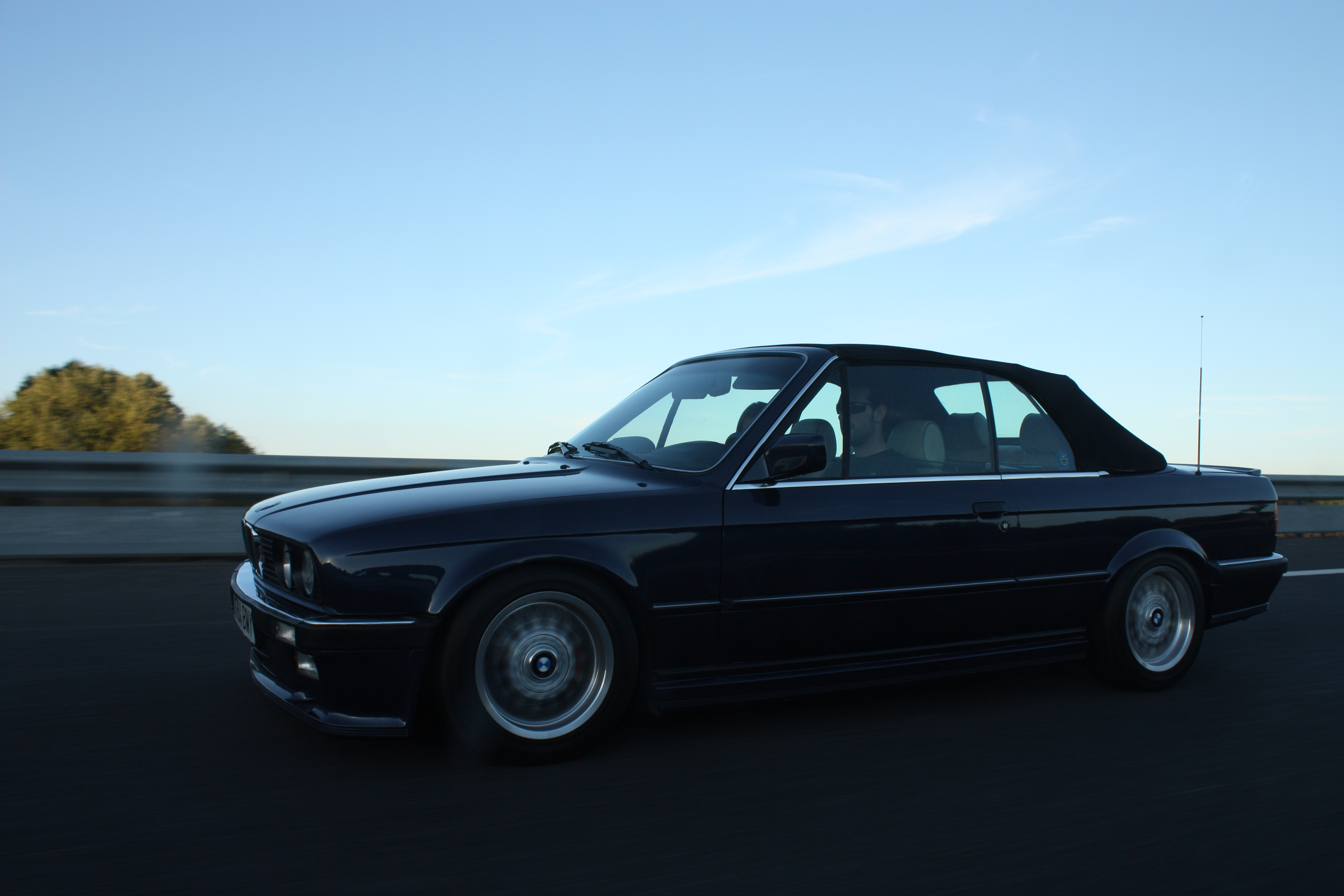
BMW E30 325i Cabrio.

Cifras de venta y producción de los E30 en EE. UU. y en el resto del mundo
Total de ventas en EE. UU.:
| 1984 | 44.433 |
| 1985 | 53.905 |
| 1986 | 61.822 |
| 1987 | 58.896 |
| 1988 | 38.346 |
| 1989 | 32.153 |
| 1990 | 29.583 |
| 1991 | 29.002 |

Aparte del 318i post, hubo el primero, el 318i PRE, hermano del 316, que montaba el motor M10, salvo que el 316 usaba carburador en lugar de inyección, con un cubicaje idéntico ambos. El 318i rendía 105cv o 102cv con catalizador, el 316 90 cv.
Ventas mundiales del E30 por modelos:
| Modelo           | Año       | Unidades producidas |
| ---------------- | --------- | ------------------- |
| 318i             | 1987-1991 | 89.637              |
| 325i (2 puertas) | 1985-1991 | 113.906             |
| 325i (4 puertas) | 1985-1991 | 83.080              |
| 325ic            | 1985-1993 | 85.246              |
| 325ix            | 1985-1991 | 29.589              |
| 325e (2 puertas) | 1983-1988 | 114.498             |
| 325e (4 puertas) | 1983-1988 | 74.789              |
| M3               | 1986-1991 | 17.184              |

La producción total desde 1983 hasta enero de 1994 es de 2.339.520 unidades.

## Motor
Los primeros motores BMW (primeros 2002, serie 3, etc.) fueron impulsados por variaciones sobre un bloque de 4 cilindros muy bien diseñado el M10. Este mismo motor ha estado en el uso durante más de 25 años, formando la base de los motores BMW y M3 y también fue la base sobre la cual se construyeron motores incluso de coches de Fórmula 1 Parmalat Brabham BT 52B - BMW 4L Turbo que en 1983. Más tarde se añadieron motores de 6 cilindros en línea.
El motor M20 es un SOHC (un árbol de levas en cabeza). Este motor comenzó a fabricarse en 1978 para los E21 en concreto para los modelos 320/6 y 323i y como su siglas sugieren, el E21 320/6 era un 2 litros con 6 cilindros, carburación y el E21 323i era 2,3 litros con inyección K-Jetronic, con potencias de 125cv y 143cv respectivamente.
En el modelo E30, el 320i en sus primeras versiones contaba con 125cv (inyección L-Jetronic) y a partir del modelo 1985 ya disponía de 129cv (inyección LE-Jetronic y a partir de septiembre de 1987 equipó inyección Motronic); en el caso del 323i hasta el año 1984 disponía de 139cv (inyección L-Jetronic) y posteriormente 150cv (inyección LE-Jetronic), antes de verse sustituido por el 325i con 171cv e inyección Motronic.
El motor ETA, 2,7 L, es básicamente una versión del 2,3 con Motronic, un árbol de levas diseñado para tener unas cotas de economía especiales con lumbreras de válvula más pequeñas y un consumo muy bajo. La culata era básicamente igual a los 2,3. El modelo se denomina comercialmente 325e, y es un motor de gasolina con mucho par a bajas vueltas y baja zona de régimen máximo de rpm.
El motor del 325i es otra derivación de esta serie de motores. Para este modelo BMW usó una culata con mayores válvulas lo cual junto con un cruce de levas más radical el cual creaba un motor mucho más deportivo.
El motor M50 (1992 - sobre 325i E36, 525i E34) es más o menos un nuevo diseño, aunque está basado en los motores M20.
El M3 E30 usaba el mismo bloque básico que el 318i (84-85), y así como este evolucionó del M20, también evolucionaron los otros motores de 4 cilindros del M10 ( del 1500 del 63 paso al 2002 el cual paso al 320i y de este a los primeros 318i) y La motorización de 8 válvulas se prolongó 23 años, con la excepción de que la versión para los M3 tiene cilindros más anchos y una carrera más larga, junto a una culata de 16 válvulas.
Los motores M42 de los 318is (del 89) fueron desarrollados como un 4 cilindros de 16 válvulas con carácter deportivo, con la colaboración del departamento M, y vio su continuación en la siguiente serie E36.

### M21
El motor M21 se convertiría en el primer motor diésel en la historia de la firma BMW. La producción comenzaba en el año 1982 para el modelo 524 carrocería E28, el M21 fue equipado de un turbocompresor y un mayor cruce de válvulas que permitió conservar en la variante Diésel de BMW la imagen de una máquina dinámica como característica de todos los modelos. Con la salida de la carrocería E30, al M21 se le asignaría el modelo 324d y 324 td.
| Motor                     | Con turbo                 | Sin turbo                |
| Años de construcción      | 1982-1991                 | 1985-1986                |
| Distribución              | SOHC/L6                   | SOHC/L6                  |
| Cilindrada (cm³)          | 2443                      | 2443                     |
| Orden de encendido        | 1-5-3-6-2-4               | 1-5-3-6-2-4              |
| Potencia                  | 85 kW (115 CV) @ 4800 rpm | 63 kW (86 CV) @ 4600 rpm |
| Par motor (Nm @ rpm)      | 211 @ 2400                | 152 @ 2500               |
| Relación de compresión    | 22.0 : 1                  | 22.0 : 1                 |
| Capacidad de aceite (l)   | 5.25                      | 5.25                     |
| Capacidad de refrigerante | 12.0                      | 12.0                     |

### M20

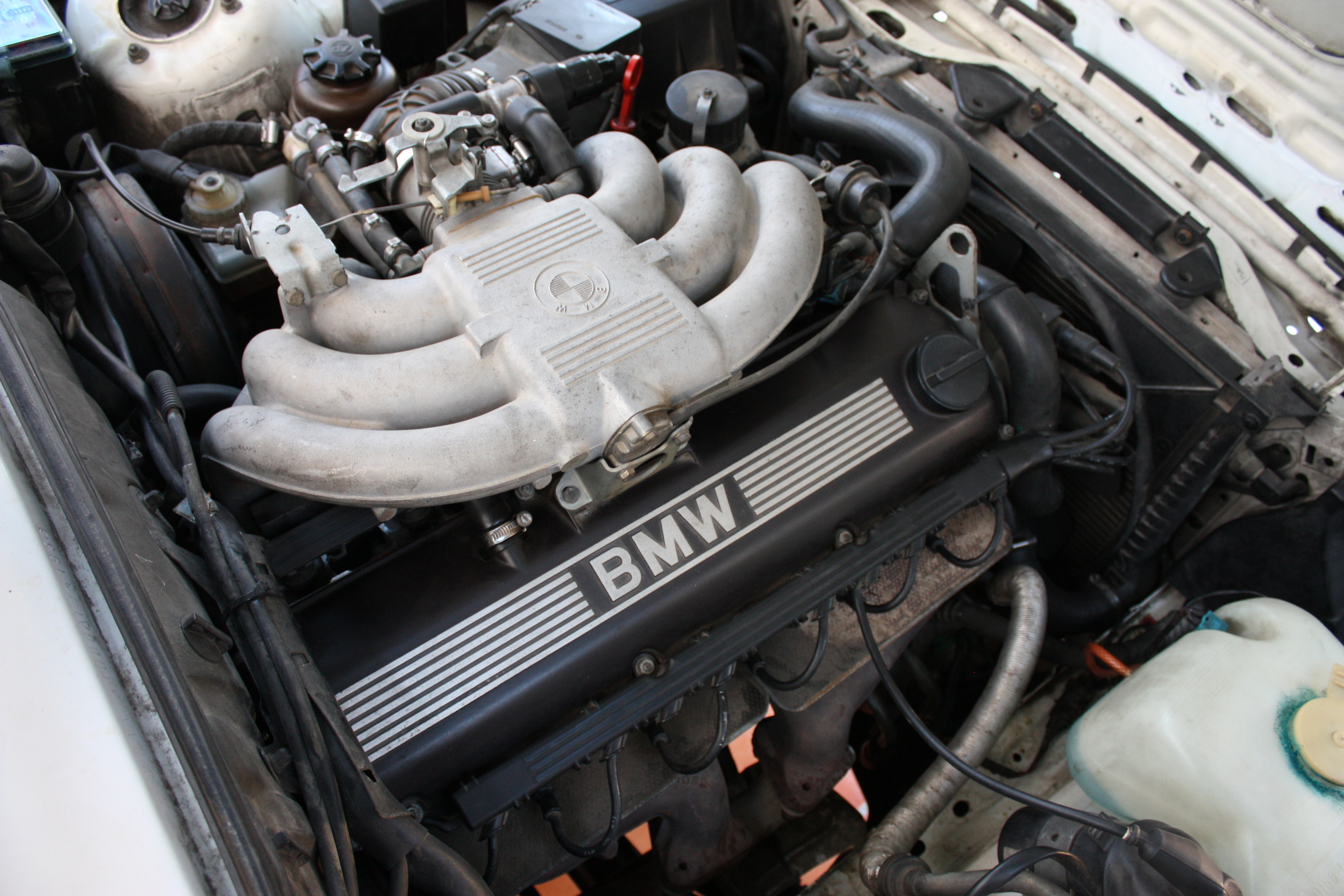
M20B25 de un 325i.

El motor M20, bautizado como el pequeño 6 es un motor de 6 cilindros en línea fabricado entre 1977-1993. Usado en los E21 320, E21 320i/6, E28, E30 320i/325i, E34, E21/30 323iy E28 528e y con cilindradas 2.0i (129bhp), 2.3i (143bhp), 2.5i (170bhp), 2.7e (125bhp).
En el modelo E30, el 320i en sus primeras versiones contaba con 125cv y a partir del modelo 1985 ya disponía de 129cv, y en el caso del 323i hasta el año 1984 disponía de 139cv y posteriormente 150cv, antes de verse sustituido por el 325i con 171cv.
| Motor  | Capacidad               | Potencia                   | Par                         | Línea roja | Año  |
| ------ | ----------------------- | -------------------------- | --------------------------- | ---------- | ---- |
| M20B20 | 2.0 L (1990 cc/121 in³) | 92 kW (125 cv) @ 5800      | 165 N·m (121 ft·lbf) @ 4000 |            | 1981 |
| M20B20 | 2.0 L (1990 cc/121 in³) | 92 kW (125 cv) @ 5800      | 170 N·m (125 ft·lbf) @ 4000 |            | 1981 |
| M20B20 | 2.0 L (1990 cc/121 in³) | 95 kW (129 cv) @ 6000      | 174 N·m (128 ft·lbf) @ 4000 | 6200       | 1985 |
| M20B20 | 2.0 L (1990 cc/121 in³) | 95 kW (129 cv) @ 6000      | 164 N·m (120 ft·lbf) @ 4300 | 6200       | 1986 |
| M20B23 | 2.3 L (2316 cc/141 in³) | 102 kW (143 cv) @ 5300     | 205 N·m (151 ft·lbf) @ 4000 | 6500       | 1982 |
| M20B23 | 2.3 L (2316 cc/141 in³) | 110 kW (139-150 cv) @ 6000 | 205 N·m (151 ft·lbf) @ 4000 | 6500       | 1983 |
| M20B25 | 2.5 L (2494 cc/152 in³) | 126 kW (168 cv) @ 5800     | 226 N·m (166 ft·lbf) @ 4000 | 6700       | 1985 |
| M20B25 | 2.5 L (2494 cc/152 in³) | 120 kW (170 cv) @ 5800     | 215 N·m (158 ft·lbf) @ 4000 | 6700       | 1985 |
| M20B25 | 2.5 L (2494 cc/152 in³) | 125 kW (168 cv) @ 5800     | 222 N·m (163 ft·lbf) @ 4300 | 6700       | 1987 |
| M20B27 | 2.7 L (2693 cc/164 in³) | 92 kW (121 cv) @ 4250      | 240 N·m (177 ft·lbf) @ 3250 | 4500       | 1983 |
| M20B27 | 2.7 L (2693 cc/164 in³) | 95 kW (127 cv) @ 4250      | 240 N·m (177 ft·lbf) @ 3250 | 4500       | 1986 |
| M20B27 | 2.7 L (2693 cc/164 in³) | 90 kW (120 cv) @ 4250      | 230 N·m (169 ft·lbf) @ 3250 | 4500       | 1985 |
| M20B27 | 2.7 L (2693 cc/164 in³) | 95 kW (127 cv) @ 4800      | 230 N·m (169 ft·lbf) @ 3200 | 4500       | 1986 |

### M30
El motor M30 comúnmente llamado el gran 6, se fabricó en las cilindradas 2,5; 2,8; 3; 3,2 y 3,5 L y puede encontrarse en la serie 5 (E12, E28 y E34), una serie 6 (E24) y una serie 7 (E23 y E32) así como en el famoso BMW M1.
El motor es muy acertado tanto por su sólida construcción como por su deportividad la cual estaba fundada sin duda por su gran potencia.
Solamente un modelo E30 monto el motor M30 fue el 333i vendido exclusivamente en Sudáfrica, el cual es el modelo más potente de la serie E30 con 197 cv y más de 250 km de velocidad punta. La variación que se eligió para el 333i fue la versión atmosférica de 3210 cc. También una versión potenciada de este motor fue utilizado en el Alpina B6/B6 3.5S.
| Motor            | M30                            |
| Cilindros        | 6                              |
| Configuración    | En línea                       |
| Cilindrada (cm³) | 3210                           |
| Válvulas         | 12                             |
| Distribución     | Cadena                         |
| Potencia         | 331.2 kW (194 cv) @ 5500 rpm   |
| Par motor        | 285 Nm (210 ft·lbf) @ 4300 rpm |
| 1982-1987        |                                |

### M10
El motor M10, es la base del motor S14 utilizado en los M3 e30. Este motor se utilizó en los 316 con carburador y 1,8 L y en los 318i con inyección (sin catalizador) rindiendo 105 cv. Generalmente utilizado en los PRE, también hubo algunas series de e30 POST con motor m10 carburación aunque no fue muy numerosa. Motor muy duro, de concepción anterior a M40 y M42. Con cadena de distribución, frente a la correa que montaban los motores m40 y m20.

### M40
El motor M40 de 1,6-1,8 L fue usado desde su desarrollo en 1987 en las series E28, E30, E34, E36, E39 y Z3 y en concreto se creó para renovar el modelo M10 de 1,8 L. El motor M40 de 1,8 L fue elaborado en el año 1987 y tras dos años (en 1989), se modificó para que su desplazamiento fuese de 1,6 L (algunas fuentes llaman a este motor el M43). Los motores M40 fueron los montados en las versiones urbanas de carrocería E30 con los modelos 318i y 316i y tenían una distribución de árbol de levas en cabeza (SOHC) movido por correa dentada con 2 válvulas por cilindro, taques hidráulicos y 4 cilindros en línea.
| Motor                  | M40B16       | M40B18       |
| Cilindrada (cm³)       | 1596         | 1795         |
| Potencia (kW @ rpm)    | 75 @ 5800    | 85 @ 5500    |
| Par motor (Nm @ rpm)   | 140 @ 4500   | 165 @ 4250   |
| Relación de compresión | 8.2:1        | 8.8:1        |
| Orden de encendido     | 1-3-4-2      | 1-3-4-2      |
| Centralita             | Bosch F8 LCR | Bosch W8 LCR |

### M42

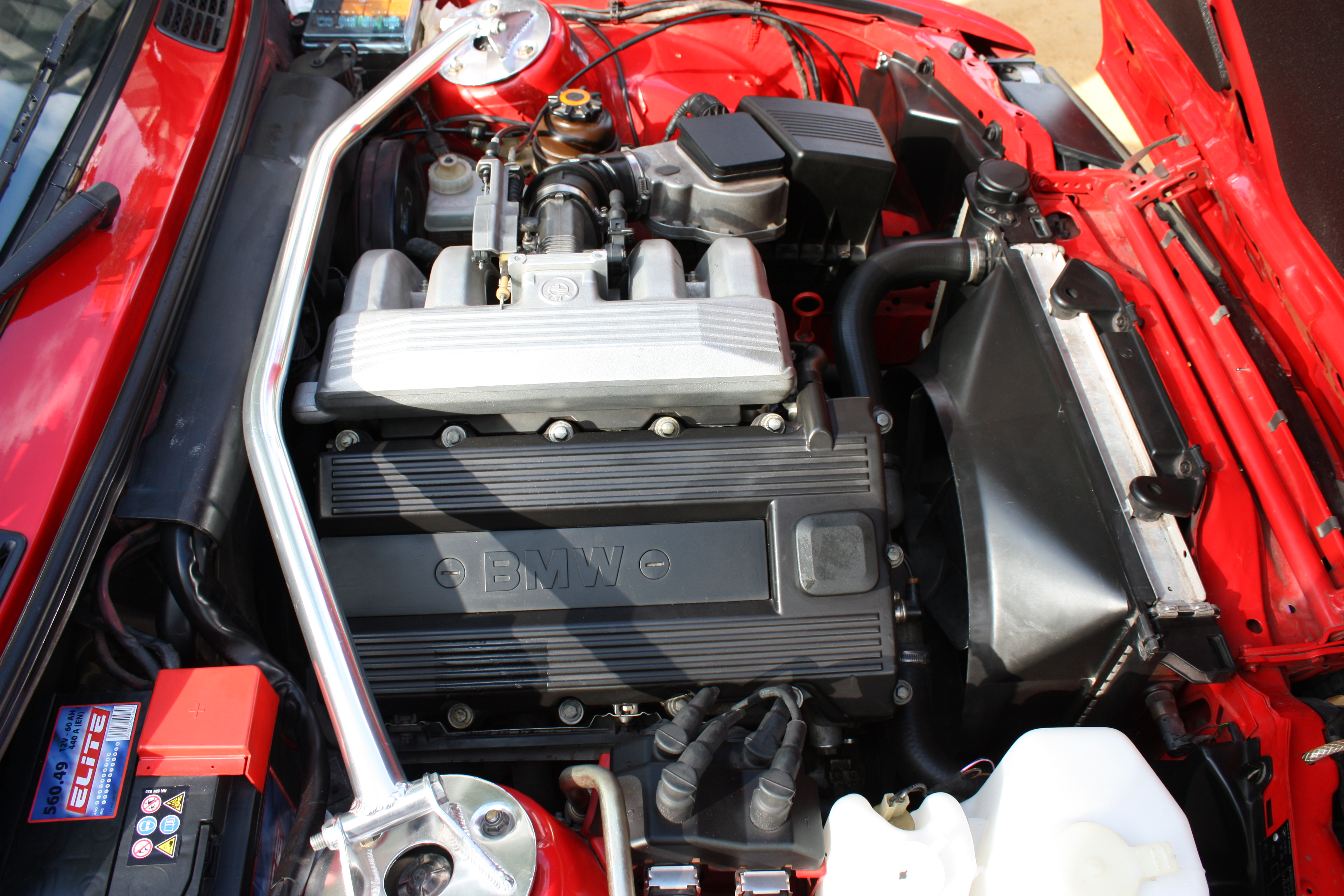
Motor M42 de un 318is.

Desarrollado en el más absoluto secreto el motor M42 era primer 16 válvulas con cuatro cilindros que BMW montaba en un coche no M. El motor M42 de 16 válvulas montado en el 318iS e30 es un 1.8 L y ofrecía 136 cv a 6000 rpm. En este motor los ingenieros de BMW introdujeron un sistema primitivo de vanos que denominaron DISA con lo que consiguieron optimizar el par desde muy bajas revoluciones logrando el par máximo de 175 KN a 4500 rpm. El mismo motor también fue usado en el E36 hasta que el motor M44 lo substituyera. Como principales diferencias ante el M40 del 318i, son sus 16 válvulas y su doble árbol de levas en cabeza con un sistema vanos muy arcaico, además de que las piezas móviles como los pistones y el cigüeñal se sustituyeron por unos forjados mucho más livianos lo cual hizo posible a este motor moverse con soltura por encima de las 6000 rpm pese a tener el corte en 6500. Posiblemente estemos hablando del motor más avanzado que montó un e30.

### S14
El Motor S14 en la serie E30 es el motor que Motorsport desarrolló para los M3. El S14 es un desarrollo adicional que proviene del motor M10 y fue elegido debido a sus dimensiones compactas y su robustez. El motor S14 impulsó los M3 desde 1986 hasta 1991.
El motor S14 fue diseñado para la competición y es por lo tanto compacto y de un alto rendimiento. Para lograr esto se combina el bloque de cuatro cilindros básico de la familia M10 con una culata de cuatro válvulas sacada de las usadas en el motor M88 de seis cilindros y del motor S38. Los rasgos especiales de este motor incluyen mariposas individuales para cada cilindro, y un cigüeñal con ocho contrapesos. Como el M88 y S38, el S14 no tiene taques hidráulicos, y requiere ajustes de válvula periódicamente.
El motor S14 desarrolla 200 CV de potencia, pero una variante con 220 CV fue creada en 1989 con la designación S14 EVO (Evolución 2).
En Italia, BMW produjo una versión de S14 de 2 L porque los coches con motores de más de 2 L eran sujetos a altos impuestos. Para conseguir 2 L, el recorrido fue acortado a 72,6 mm.
En 1990, 600 vehículos fueron construidos con la designación S14 EVO3 o Sport Evo. Con un calibre de 95,5 mm y recorrido de 87 mm, el motor rendía 238 CV y compitió con éxito en los Campeonatos de GT alemanes DTM.
| Distribución           | DOHC 16-válvulas  |
| Cilindrada (cm³)       | 2302 cc           |
| Diámetro cilindro (mm) | 93.4              |
| Carrera (mm)           | 84.0              |
| Relación de compresión | 11,0:1            |
| Potencia (CV @ rpm)    | 220 @ 6750        |
| Par (Nm @ rpm)         | 170 @ 4750        |
| Tipo de Inyección      | Bosch ML-Motronic |

## Modelos especiales y preparaciones
Además del famoso M3 hubo otros modelos especiales del E30. 

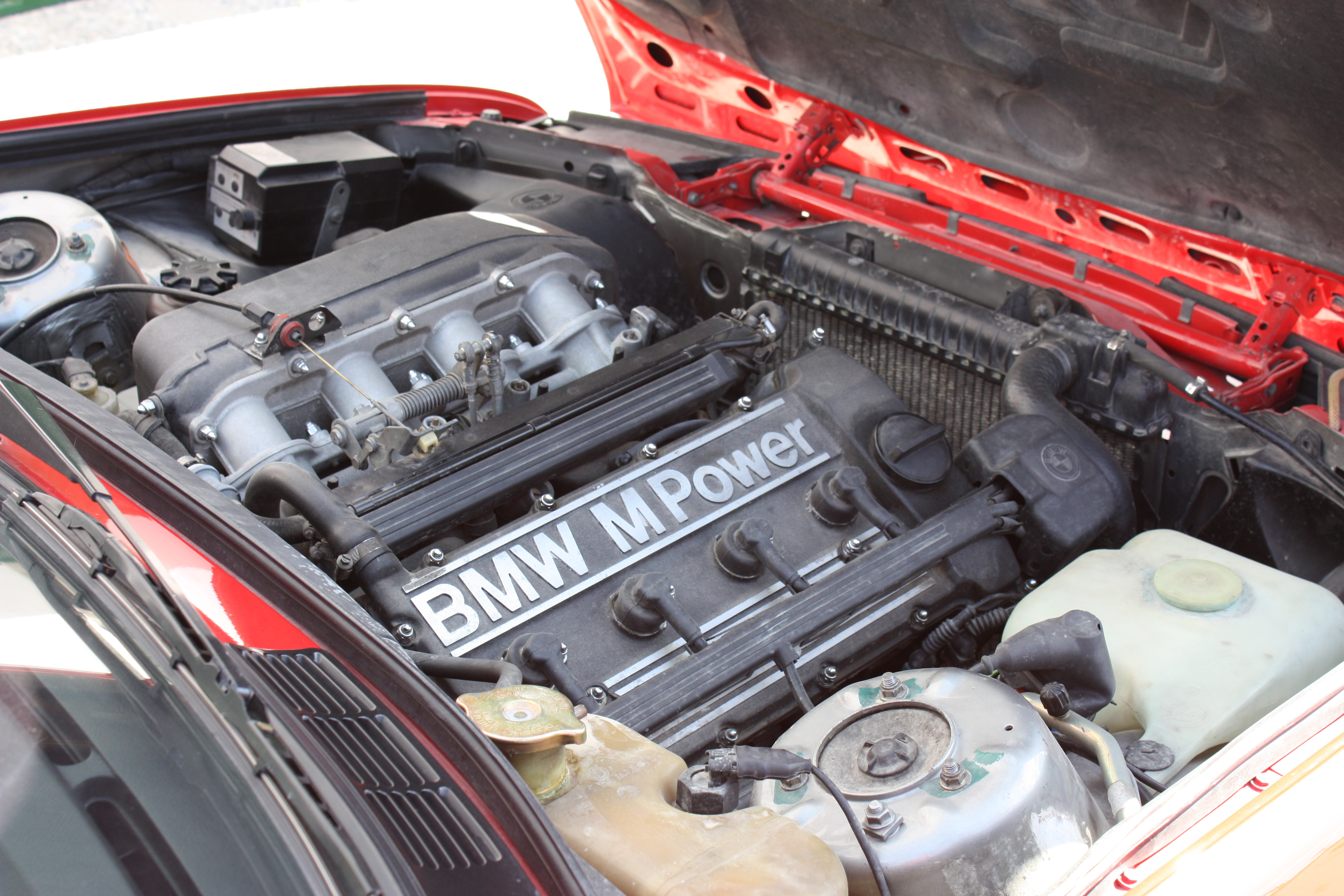
Motor S14B20 de 320is.

### BMW E30 320is
Para Italia y Portugal, países con unos impuestos elevados para motores de gran cilindrada, fue creado un modelo especial, el 320is. Este modelo fue producido tanto en 2 como en 4 puertas y contaba con el motor S14 de 4 cilindros rebajado de cilindrada a 1990 cc. y la caja sport Getrag 260/5 de 5 velocidades del M3, ofreciendo una potencia de 192 cv a 6.900 rpm. El resto de componentes es estándar a los demás modelos de la serie E30 de 6 cilindros. Este modelo se convertiría en estos países en tope de gama por debajo del M3.

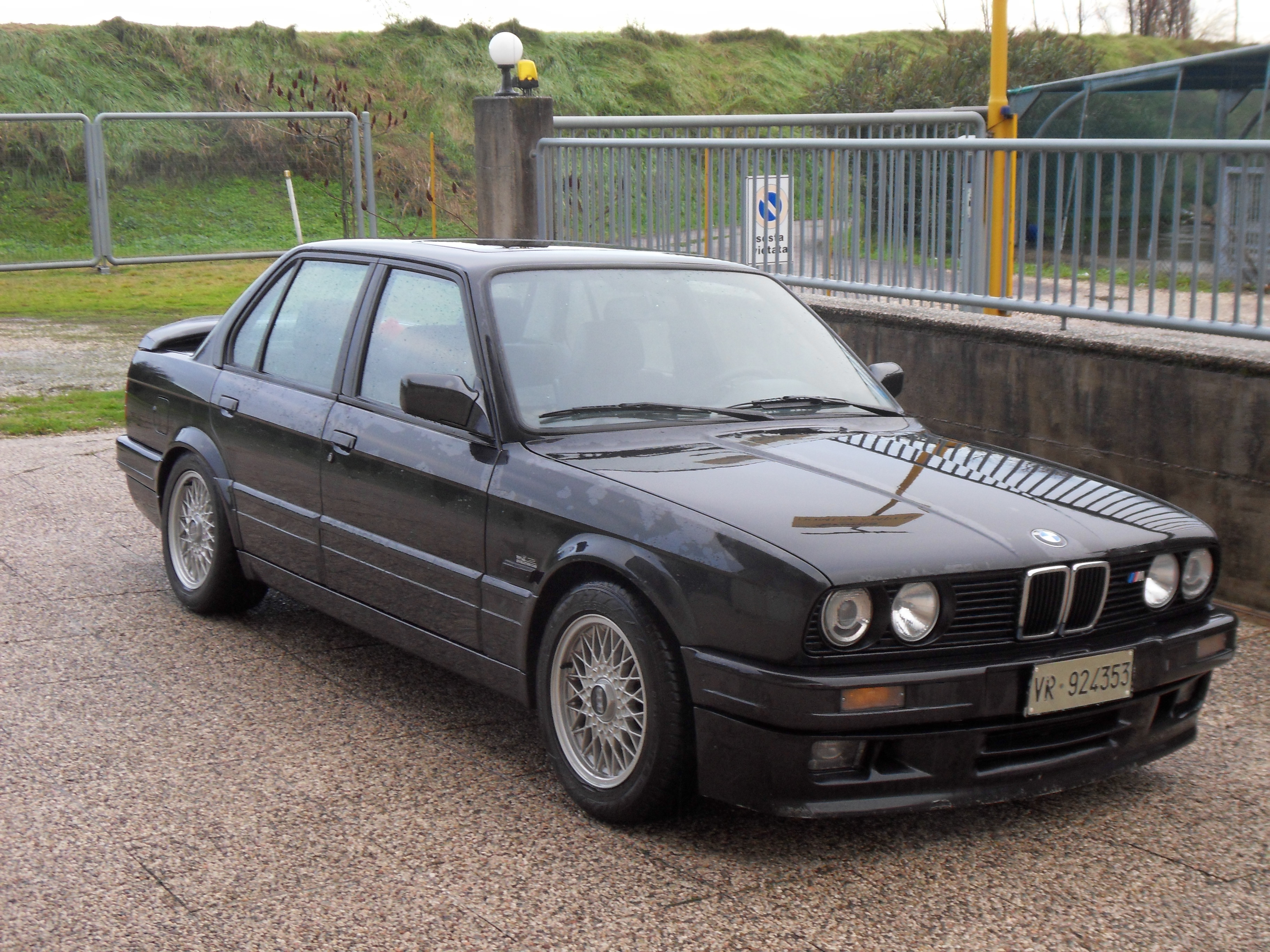
320is 4 puertas del 1990 con kit aerodinámico opcional.

Exteriormente, la versión de 4 puertas es exactamente igual a cualquiera de las demás berlinas E30, equipada de manera estándar con antinieblas y llantas de 14". La versión de dos puertas del 320is venía equipada de serie con el kit aerodinámico M-Technik II (opcional en el resto de modelos E30) que incluía faldones delanteros, traseros y laterales y un alerón trasero de dos piezas. Además traía los retrovisores pintados en el color de la carrocería, shadowline y llantas BBS de 14".
En el interior, únicamente se diferencia del resto en el tacómetro, que monta el mismo que la versión ///M y tiene un indicador de la temperatura del aceite en vez del económetro habitual de BMW. En la versión 4 puertas se ofrece de serie el equipamiento base estándar, con retrovisores de ajuste eléctrico, cierre centralizado, elevalunas eléctrico y luneta térmica trasera, mientras que en la versión de 2 puertas se incluyen volante y asientos deportivos.
| Modelo            | Período     | Unidades producidas |
| ----------------- | ----------- | ------------------- |
| 320is (2 puertas) | 03/88-11/90 | 2.542               |
| 320is (4 puertas) | 09/87-07/90 | 1.206               |

### BMW E30 318is
Este modelo se convirtió (Junto con el 320 is) en segundo tope de gama por debajo del M3.Fue produciodo de igual forma bajo estándares norteamericanos, donde ofrecían la versión americana, con los mismos accesorios y estética del alemán 
A diferencia del 320 is, el 318 iS, solo se fabricó en Versión coupe, el cual venía equipada de serie con un pequeño lip y un discreo spoiler en el maletero, además traía los retrovisores pintados en el color de la carrocería y llantas de 14" con tapacubos, el resto de equipamiento eran extras.
En términos dinámicos, incluía estabilizadoras más duras, suspensión sport y discos ventilados delante y detrás y diferencial 4.10 sin autoblocante.
En el interior, ofrece una tapicería de cuadros específica de 318is en unos asientos que opcionalmente podían ser sport o incluso recaro, con retrovisores de ajuste eléctrico, cierre centralizado, elevalunas eléctrico y luneta térmica trasera, volante M Tech con airbag, aire acondicinado y dirección asistida.
El motor m42b18 del 318is fue el motor más tecnológico montado hasta entonces en un e30, con doble árbol de levas y 16 valvulas, a pesar de que los rumores de que sobrepasara en prestaciones a un 325i M20, esto claramente no es cierto.
| Modelo            | Período     | Unidades producidas |
| ----------------- | ----------- | ------------------- |
| 318is (2 puertas) | 09/89-07/91 | 41,234              |

### BMW E30 333i
El 333i, conocido también como "triple tres", es fruto de la colaboración entre BMW y Alpina y fue vendido exclusivamente en Sudáfrica entre abril de 1985 y septiembre de 1987. Muchos de los componentes mecánicos del 333i provienen del Alpina B6s, con quien también comparte motor, el M30 "Big Six" de BMW. Únicamente 204 unidades fueron construidas y se vendió exclusivamente en el mercado sudafricano, aunque varias unidades fueron exportadas a Reino Unido de forma privada.
El 333i solo estaba disponible en cuatro colores: rojo (Henna Red), blanco (Ice White), plata (Aero Silver) y negro (Diamond Black) y montaba de serie el kit aerodinámico M-Technik I y frenos Alpina. Como opciones se incluía el techo practicable o el ABS. Además, y como nota curiosa, el cliente debía elegir entre el aire acondicionado o la dirección asistida, pues no era posible montar ambas.
El motor era el M30 con una cilindrada de 3210 cc y una potencia de 197 cv, capaz de acelerar de 0-100km/h en poco más de 7 segundos.

### BMW M3 E30 Cabrio

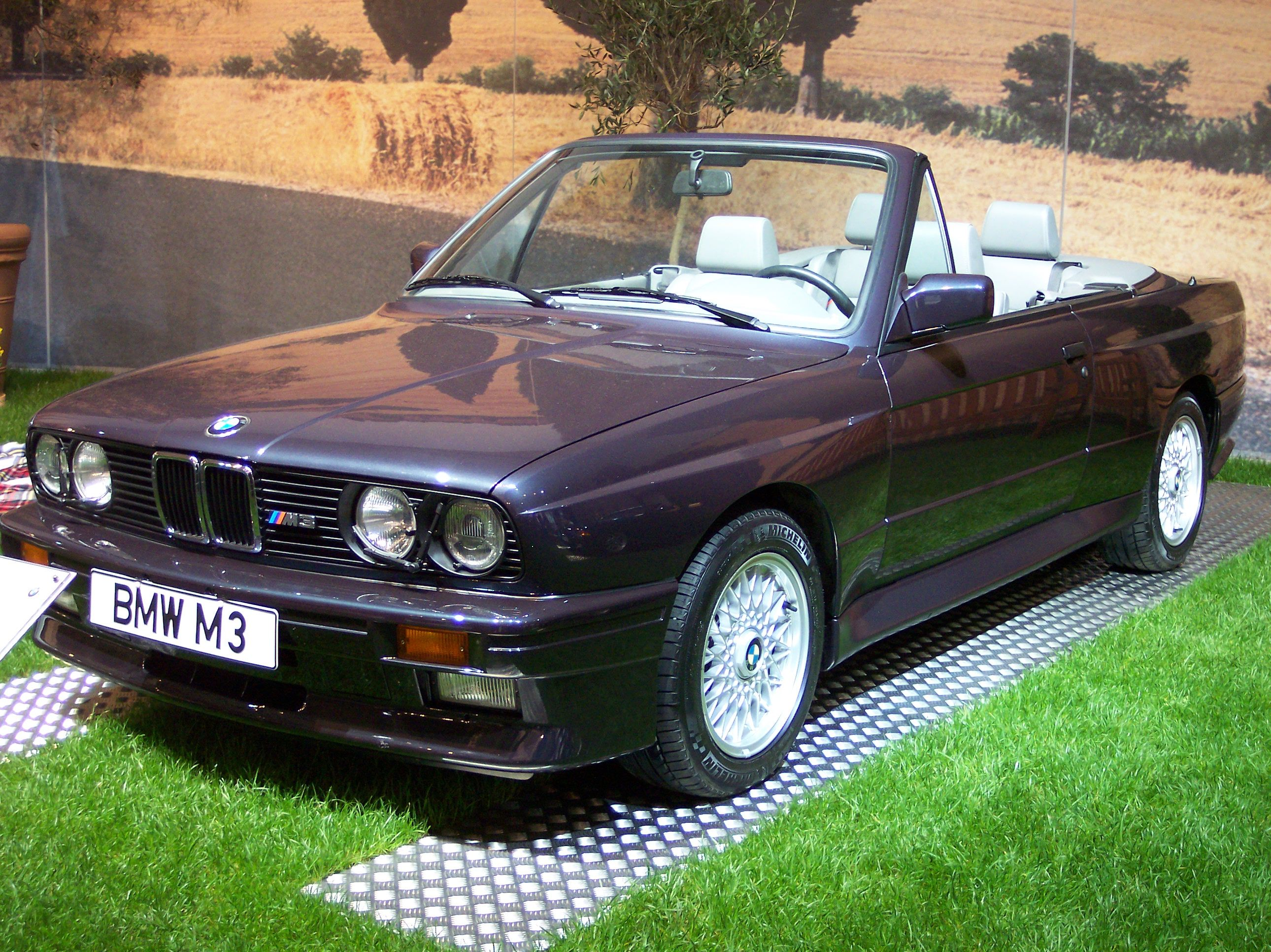

En 1985 se presentó en el Salón del motor de Fráncfort del Meno un prototipo de E30 Cabrio que montaba un motor 6 cilindros y tracción integral bajo la carrocería del M3. Sin embargo la versión de producción no apareció hasta mediados de 1988, con el motor S14 de 4 cilindros y propulsión trasera.
Debido al bajo volumen de producción, el M3 E30 cabrio fue ensamblado a mano y se proveyó de piezas del M3 Coupe y del E30 Cabrio.
Hubo tres versiones del M3 Cabrio, todas ellas con volante a la izquierda y construidos para el mercado europeo. Los coches producidos en 1988 y 1989 usaron el motor S14 estándar de 2.3 litros tanto de manera catalizada (200 cv) o sin catalizar (195 cv). Después de un año sin producirse, una segunda versión fue producida a principios de marzo de 1990. Este equipaba una evolución del motor S14 catalizado con 215 cv. En total, se fabricaron 786 unidades.
| Modelo                 | Período                   | Unidades producidas |
| ---------------------- | ------------------------- | ------------------- |
| No catalizado (200 cv) | 06/88-09/88 & 04/89-06/89 | 136                 |
| Catalizado (195 cv)    | 07/88-09/88 & 03/89-06/89 | 174                 |
| Catalizado (215 cv)    | 03/90-06/91               | 476                 |

A pesar de que la estructura fue reforzada, el M3 Cabrio es mecánicamente idéntico al Coupe. Aun así, fue dotado de distintos muelles y amortiguadores para compensar el aunmento de peso (unos 180 kg). La suspensión, dirección, frenos, llantas y neumáticos son idénticos a los usados en el Coupe.
El M3 Cabrio comparte con el Coupe la mayor parte de la carrocería, excepto el portón del maletero, que no equipa alerón trasero, la capota y el sistema de accionamiento de apertura de la misma, todo ello proveído por el Convertible E30 estándar.
Interiormente el coche incluye el mismo equipamiento que la versión coupe: Asientos deportivos, volante deportivo, tacómetro con indicador de temperatura de aceite, etc. Además también incluía los paneles de las puertas del M3 Evo y los modelos equipados con cuero llevaban las costuras tricolor en los asientos.
El M3 Convertible generalmente equipaba más extras que la versión cerrada. Todos llevaban elevalunas eléctricos y capota eléctrica y podían incluir extras como el "hard-top" con luneta trasera térmica, interior completamente en cuero (incluyendo el salpicadero y los tiradores de las puertas), etc. Además, y debido a la manufactura del modelo, cabía la posibilidad de ordenar la inclusión de algunos extras no contemplados en la lista estándar, como teléfono, fax, salpicadero de cuero, etc. convirtiendo este modelo aún más exclusivo.

### Alpina B6 3.5s
El Alpina B6 3.5S basado en el M3 E30, y que es considerado uno de los mejores trabajos de Alpina de todos los tiempos, contaba con las magníficas prestaciones del poderoso y fino motor 3.5L de 6 cilindros junto con las excelentas características dinámicas del M3, lo que lo convierten en uno de los coches más impresionantes y exclusivos jamás construidos. Desafortunadamente únicamente 62 vehículos fueron producidos entre agosto de 1986 y diciembre de 1990.
- Motor/Transmisión:

Alpina usó su propia versión del motor M30 3.5L de 6 cilindros BMW en el pequeño chasis del E30. Esto hacía el conjunto del coche 125 kg más pesado que el M3 estándar equipado con aire acondicionado. Alpina realizó una serie de modificaciones (cabezales cilíndricos, pistones de mayor presión, etc) para hacer al motor producir 254 cv de potencia a 5900 rpm y 320Nm a 4000 rpm. La caja de cambios utilizada fue una Getrag de 5 velocidades con unos desarrollos deportivos y la primera hacia atrás.
- Interior/Exterior:

Los asientos fueron sustituidos por unos Recaro decorados con unas bandas azul y verdes, se añadió un volante forrado de cuero, se cambió el pomo del cambio por uno de madera y se añadieron nuevos instrumentos digitales. Los cambios en el exterior incluían un nuevo spoiler delantero y otro trasero, las llantas Alpina y, opcionalmente, las bandas Alpina a lo largo de la carrocería.
- Prestaciones:

Alpina declaraba una aceleración de 0-100 km/h en 6,6 segundos (el mismo tiempo que el E30 B6 3.5). Pero según los tests de "Sports Car Internationall's" sobre el B6s, podía acelerar de 0-100 km/h en solo 6 segundos, de 0-160 km/h en 14,6 segundos, 0-200 km/h en 26,2 y una velocidad máxima de 253 km/h. Esto es 5 km/h más rápido que la última evolución del M3 de BMW, el M3 E30 Sport Evo.

### BMW E30 Baur TC2

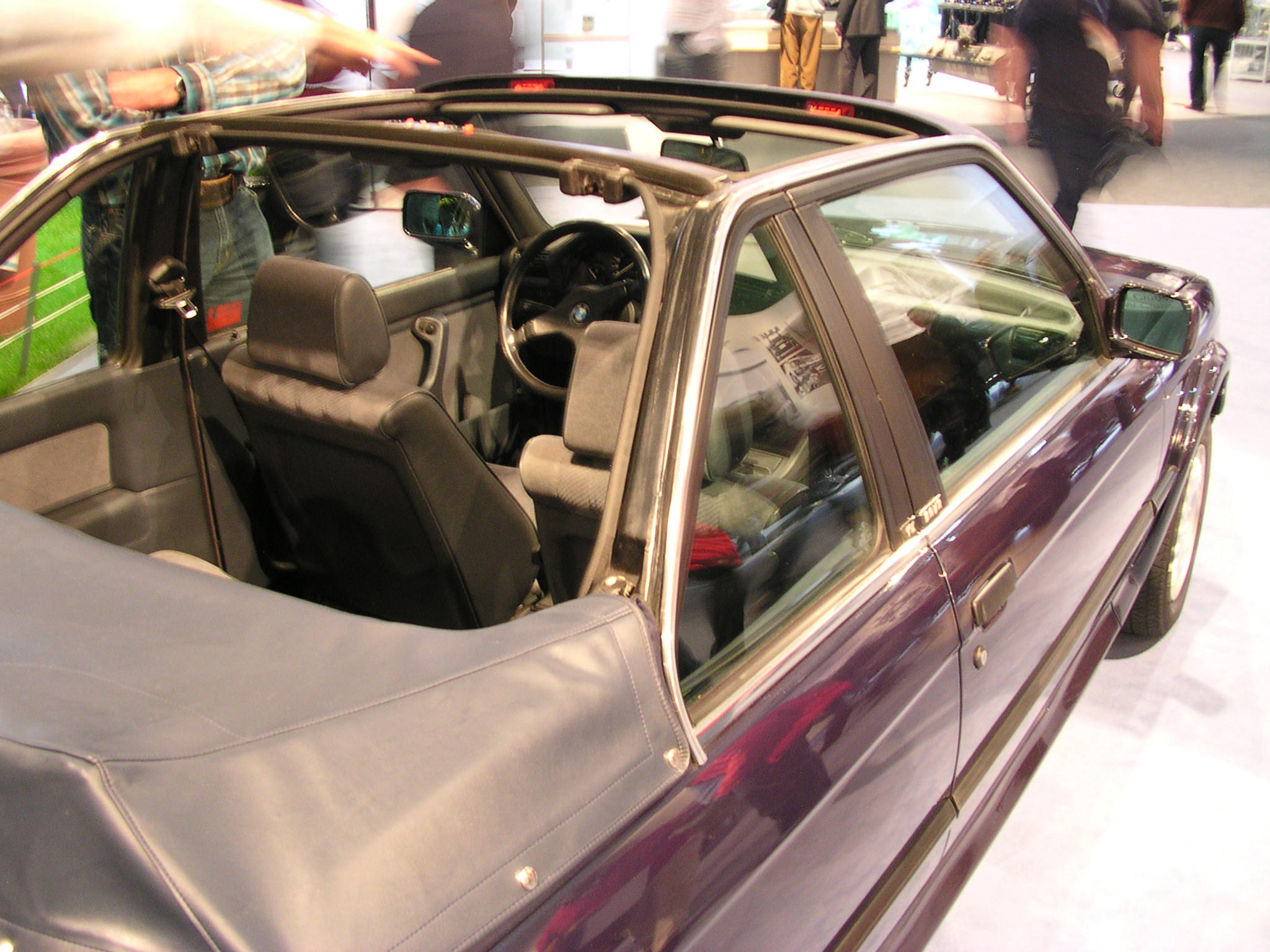
Interior de un Baur TC2.

El TC2 es un descapotable tipo "targa" sobre la base del E30 Coupé realizado por la empresa carrocera alemana Baur. Fue presentado en 1982 y se fabricó durante toda la vida de producción del E30 a pesar de que BMW contaba con su propia versión cabrio (curiosamente desarrollada también por Baur). El principal atractivo del descapotable Baur, era la posibilidad de poder combinarlo con cualquiera de las motorizaciones, desde el 316 al M3 pasando por el 325iX; cosa que no sucedía con el Cabrio, solo disponible en un principio con el motor 2.5, y al final de su vida comercial además con el 1.8 (M40) y 2.0 (M20). El Baur TC2 contaba con los mismos equipamientos que las versiones normales, incluso con la garantía oficial de fábrica de BMW.

### BMW E30 T Luchjenbroers[2]
El "T" es una versión touring de dos puertas fabricada artesanalmente por los hermanos Luchjenbroers en Holanda. Fue inspirado en el 2002 Tii Touring que fabricó la propia BMW allá por los años 70 sin mucho éxito.
La idea surgió al necesitar los hermanos Luchjenbroers un vehículo para el día a día para el taller que regentaban. Por lo que, extrañados de que ningún carrocero alemán hubiera realizado un trabajo sobre un BMW para mejorar su practicidad, decidieron hacerlo ellos mismos. En un principio la idea era utilizar la base de la Serie 5 E28 para construir una versión combi o touring, pero tras la aparición de la nueva Serie 3 E30 cambiaron de idea. Así, en 1982 comenzaron el proyecto (recordar que BMW no presenta su versión Touring de 4 puertas hasta 1987).
Utilizando como base el E30 Coupé, se realizaron una serie de modificaciones artesanales para convertirlo en Touring. Se retrasó el pilar trasero para poder alargar el techo, el cual es entero de una sola pieza desde el frontal (eliminando el original) y las nuevas ventanas traseras fueron hechas a medida. En el interior, los pasos de rueda fueron reforzados para conseguir una mayor rigidez, algo que se antoja importante, pues la viga original había sido eliminada. En cuanto a la parte esencial de la nueva carrocería, el portón trasero, los hermanos Luchjenbroers no dieron demasiadas pistas, aunque parece obvio que utilizaron la del VW Golf I.
Esta nueva versión no tiene por qué avergonzarse frente a las demás. El portón trasero encaja perfectamente con la trasera del coche, y los nuevos pilares dan una perspectiva bastante agradable a ambos lados. En general, muestra un gran acabado de terminación. Además, ninguna de las modificaciones realizadas entorpecen ni disminuyen las excelentes capacidades dinámicas del chasis del E30. La única pega de esta versión, es el efecto invernadero que se produce en el interior del coche por culpa de los enormes ventanales.
Para convertir un E30, el cliente debía proporcionar el vehículo con el motor que deseara y pagar una cantidad de 15.000 florines (unos 7000€).
Aunque los hermanos Luchjenbroers decidieron tomarse este proyecto como un hobby (a pesar del interés que genera) y seguir centrados en el trabajo de su taller, es evidente que no se trata de un trabajo de aficionados. Esta conversión contaba con la garantía oficial de BMW Holanda y era un vehículo plenamente aceptado por el Departamento de Transporte Neerlandés (IVW).
En total, fueron 6 los vehículos transformados. De los cuales uno de ellos fue importado a Inglaterra con volante a la derecha y otro se lo quedaron los Hnos. Luchjenbroers en propiedad. De los restantes apenas nada se conoce.

### BMW Alpina
- Alpina C1/C2/B3
- Alpina B6
- Alpina B6 3.5 S

### Ac Schnitzer
- S3
- M3

### Hartge
- H23
- H27

- H35
- H35-24

## Galería

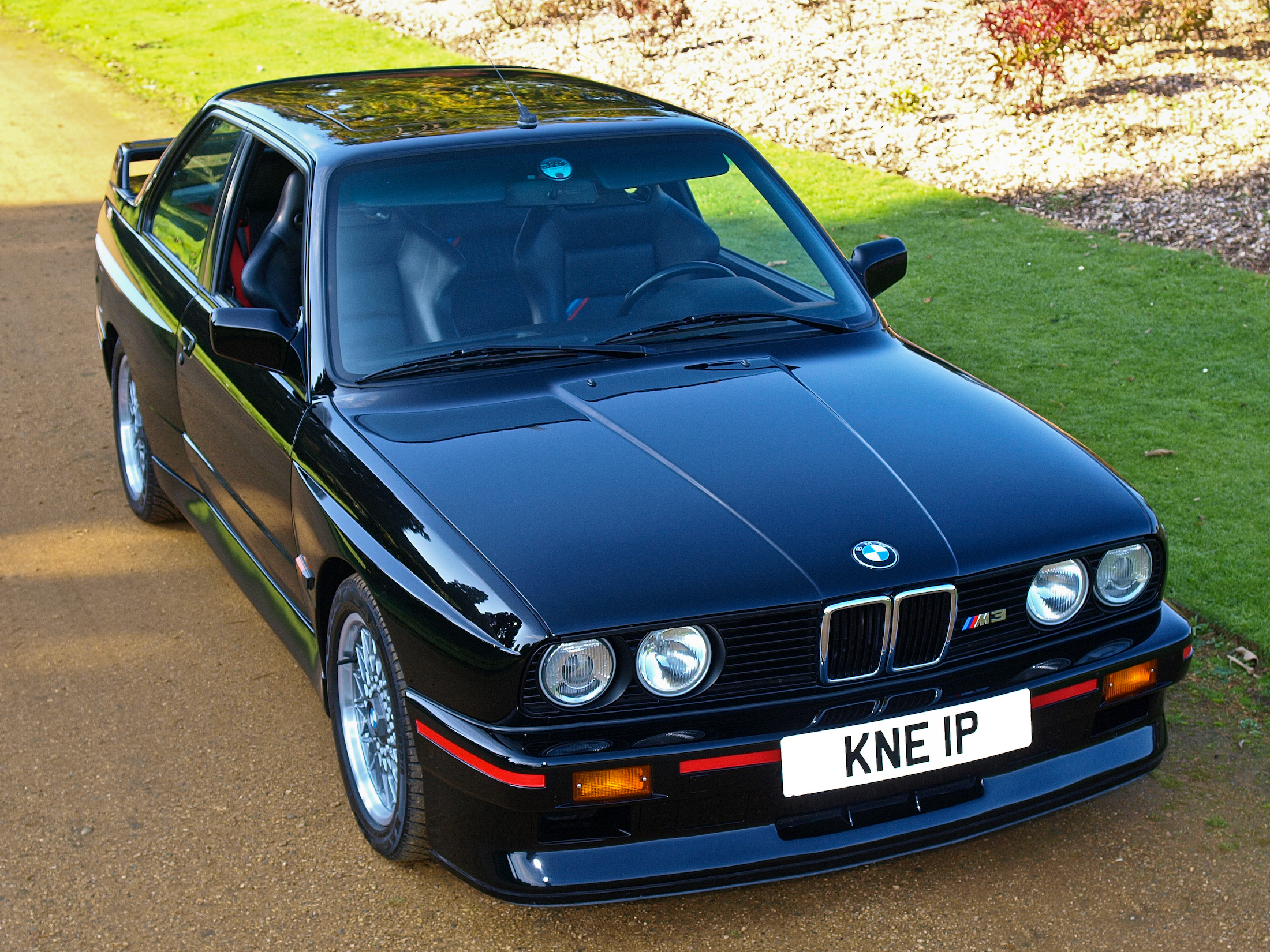
BMW M3 Sport Evolution
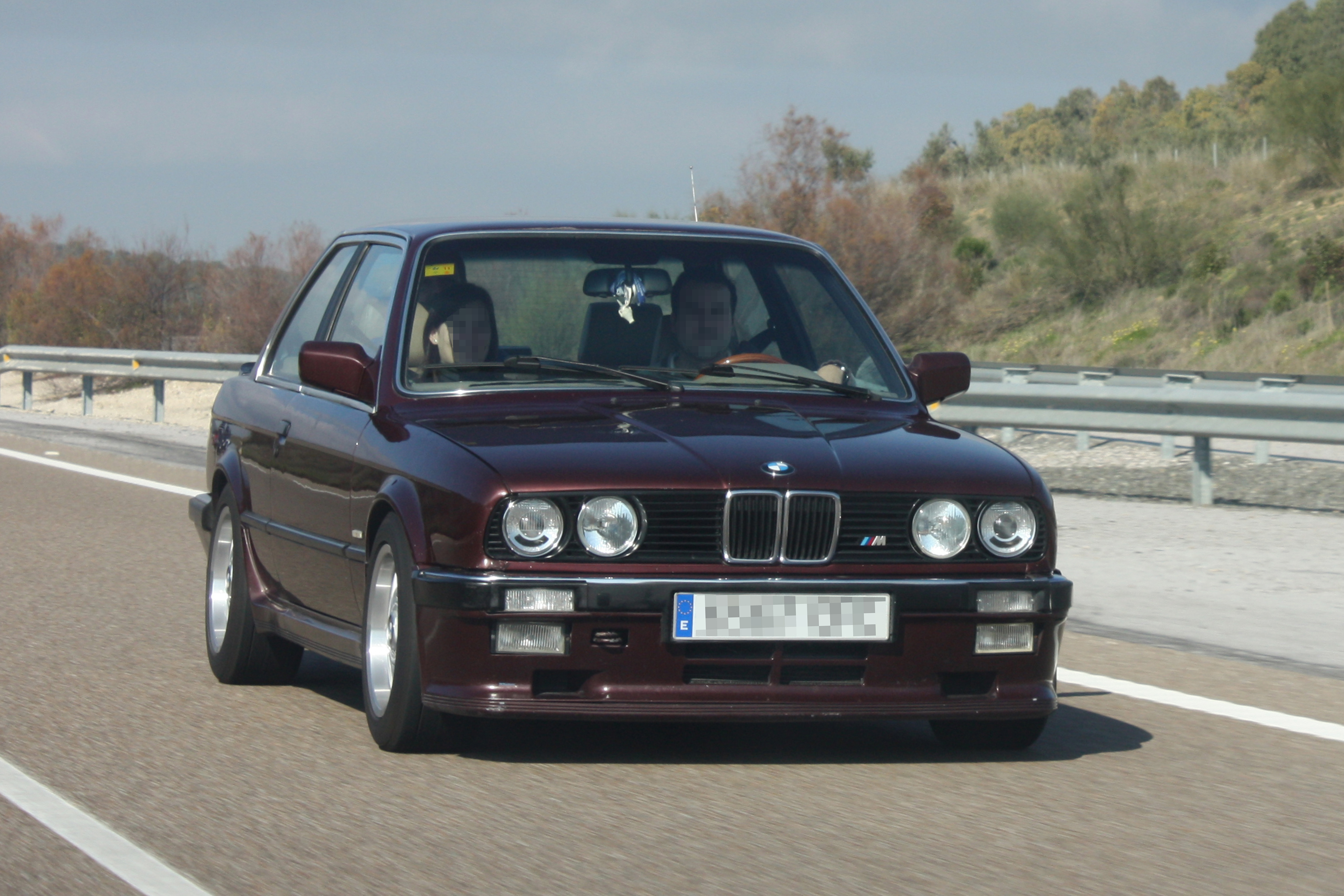
BMW E30 Coupé pre con Kit M-Technik
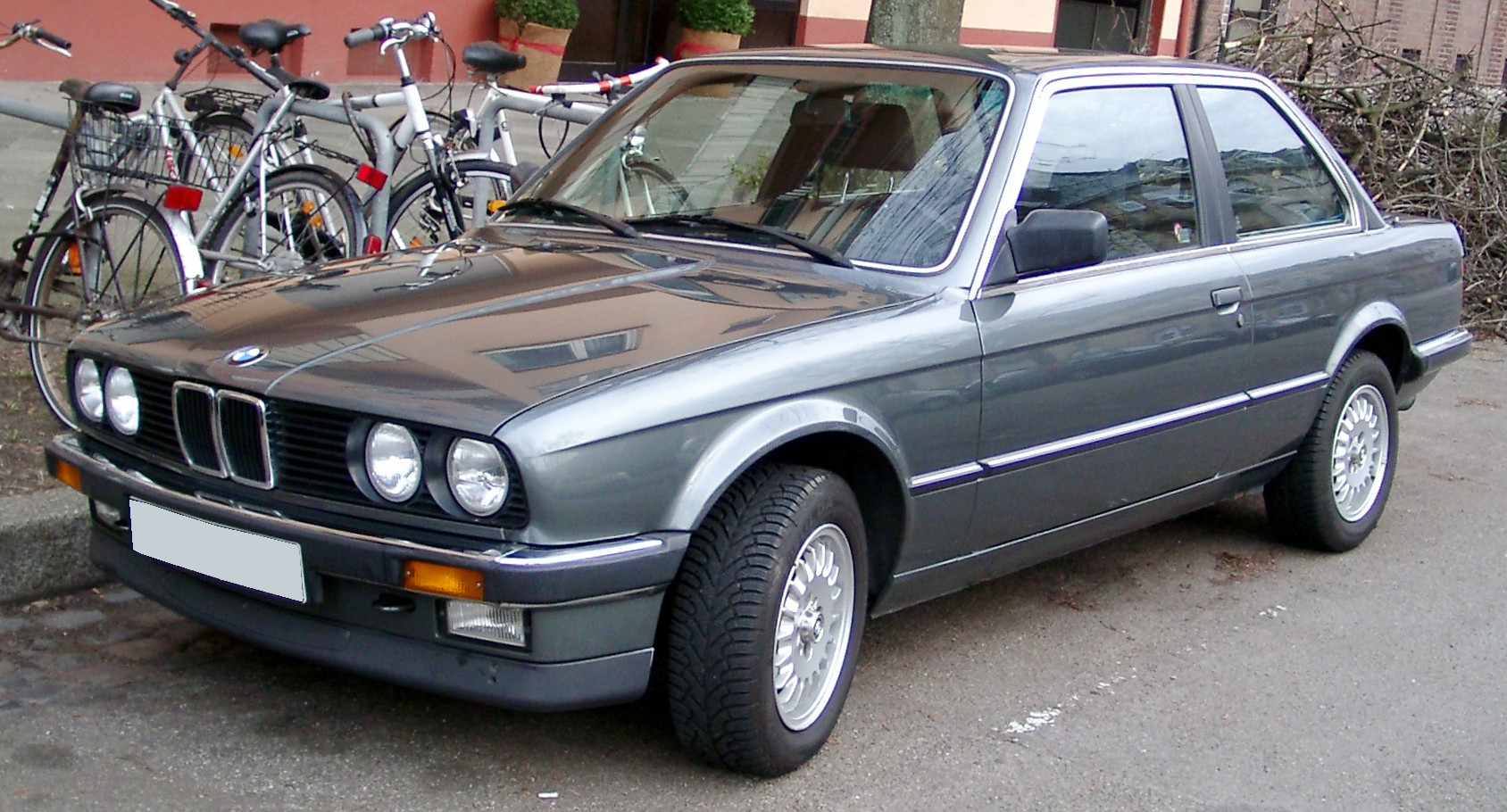
BMW E30 Coupé pre
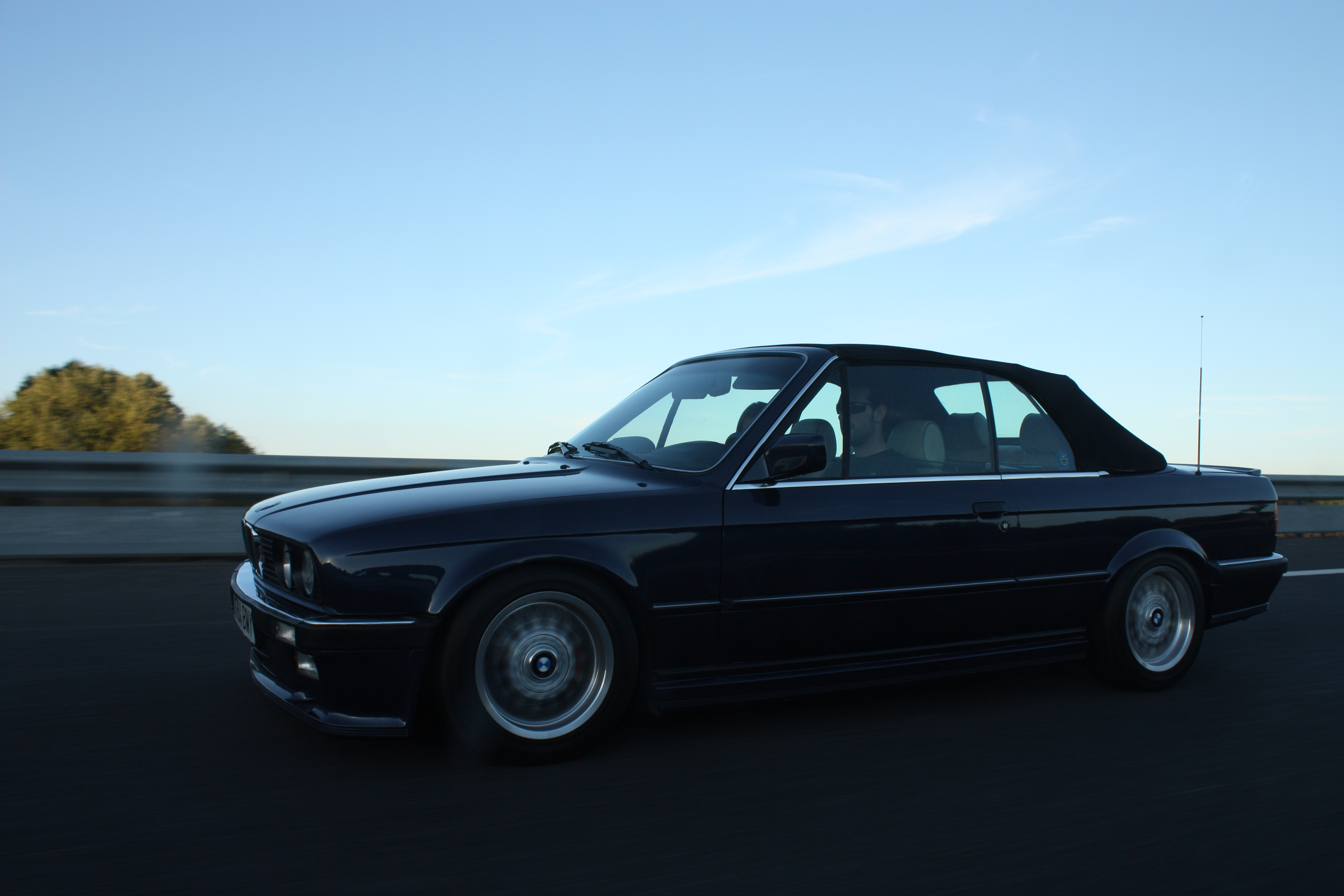
BMW E30 Cabrio con Kit M-Technik
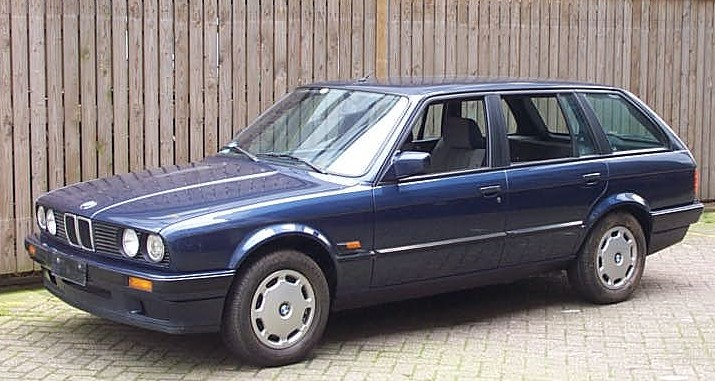
BMW E30 Touring
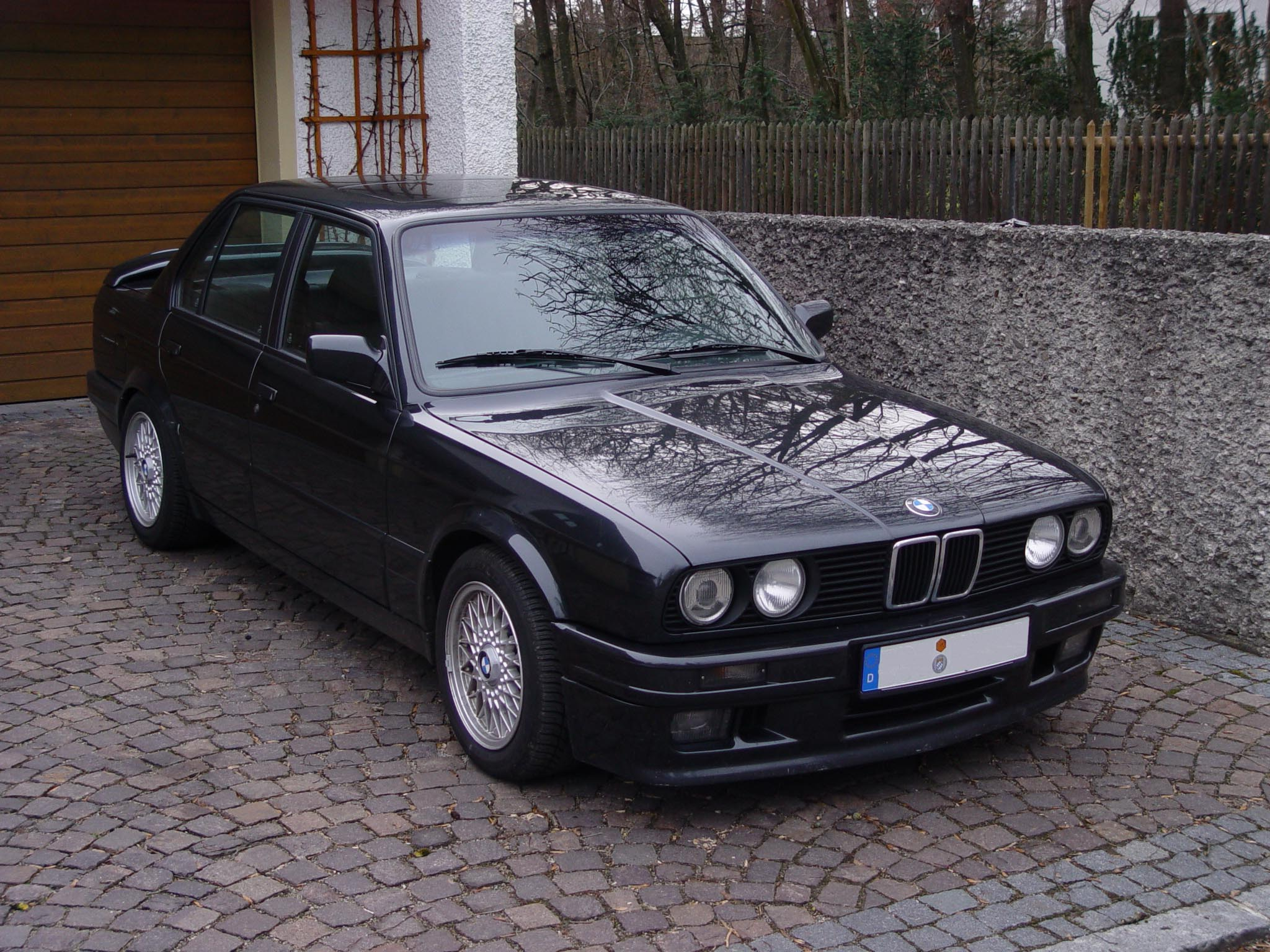
BMW E30 Berlina con Kit M-Technik